# الاحتجاجات البحرينية 2011
كانت الانتفاضة البحرينية عام 2011 سلسلة من الاحتجاجات المناهضة للحكومة في البحرين بقيادة المعارضة البحرينية ذات الأغلبية الشيعية وبعض الأقلية السنية.  وأيضا استُلهِمت الاحتجاجات من اضطرابات 2011 الربيع العربي والاحتجاجات التي وقعت في تونس ومصر وغيرها من الدول العربية، وتصاعدت إلى اشتباكات يومية بعد أن قمعت الحكومة البحرينية الثورة بدعم من مجلس التعاون الخليجي وقوة درع الجزيرة. كانت الاحتجاجات البحرينية عبارة عن سلسلة من المظاهرات، ترقى إلى مستوى حملة متواصلة من العصيان المدني السلمي وبعض المقاومة العنيفة في دولة البحرين الواقعة في الخليج العربي. كجزء من الموجة الثورية من الاحتجاجات في الشرق الأوسط وشمال أفريقيا بعد إحراق محمد البوعزيزي لنفسه في تونس، كانت الاحتجاجات البحرينية تهدف في البداية إلى تحقيق قدر أكبر من الحرية السياسية والمساواة للسكان الشيعة البالغ عددهم 70٪ من سكان البحرين.
وقد اتسع نطاق ذلك ليشمل دعوة لإنهاء النظام الملكي للشيخ حمد بن عيسى آل خليفة في أعقاب غارة ليلية مميتة في 17 فبراير/شباط 2011 ضد المتظاهرين في دوار اللؤلؤة في العاصمة المنامة، المعروفة محليا باسم الخميس الدامي. وخيم المتظاهرون في المنامة لأيام عند دوار اللؤلؤة، الذي أصبح مركز الاحتجاجات. بعد شهر، طلبت حكومة البحرين من مجلس التعاون الخليجي قوات ومساعدات من الشرطة. وفي 14 آذار/مارس، دخل البحرين 1000 جندي من المملكة العربية السعودية و 500 جندي من الإمارات العربية المتحدة وسحقوا الانتفاضة. وبعد يوم واحد، أعلن الملك حمد الأحكام العرفية وحالة الطوارئ لمدة ثلاثة أشهر. تم تطهير دوار اللؤلؤة من المتظاهرين وتم هدم التمثال الأيقوني في مركزه.
واستمرت المظاهرات من حين لآخر منذ ذلك الحين. بعد رفع حالة الطوارئ في 1 يونيو/حزيران 2011، نظمت جمعية الوفاق الوطني الإسلامي المعارض عدة احتجاجات أسبوعية يحضرها عادةً عشرات الآلاف. وفي 9 آذار/مارس 2012، حضر أكثر من 100,000 شخص واجتذب آخر في 31 أغسطس/آب عشرات الآلاف. استمرت الاحتجاجات والاشتباكات اليومية على نطاق أصغر، معظمها خارج المناطق التجارية في المنامة. بحلول أبريل/نيسان 2012، كان أكثر من 80 شخصا قد لقوا حتفهم. وصف رد الشرطة بأنه حملة «وحشية» على المتظاهرين «السلميين وغير المسلحين»، بمن فيهم الأطباء والمدونون. نفذت الشرطة مداهمات منتصف الليل للمنازل في الأحياء الشيعية، والضرب عند نقاط التفتيش والحرمان من الرعاية الطبية في حملة ترهيب. تم القبض على أكثر من 2929 شخصًا، وتوفي خمسة على الأقل بسبب التعذيب في حجز الشرطة.
في يونيو/حزيران أقام الملك حمد اللجنة البحرينية المستقلة لتقصي الحقائق مكونة من شخصيات دولية مستقلة لتقييم الحوادث. وصدر التقرير في 23 نوفمبر/تشرين الثاني وأكد استخدام الحكومة البحرينية للتعذيب المنهجي وغيره من أشكال الإيذاء البدني والنفسي النماذج على المعتقلين، فضلا عن غيرها من انتهاكات حقوق الإنسان: 298 كما رفضت ادعاءات الحكومة بأن الاحتجاجات كانت بتحريض من إيران. وانتقد التقرير عدم الكشف عن أسماء المعتدين الفردية وتوسيع نطاق المساءلة فقط لأولئك الذين قاموا بنشاط انتهاكات لحقوق الإنسان.
في أوائل يوليو/تموز 2013، دعا نشطاء بحرينيون إلى تنظيم مسيرات حاشدة في 14 أغسطس/آب تحت عنوان «تمرد البحرين».

## التسمية
تُعرف الانتفاضة البحرينية أيضًا باسم ثورة 14 فبراير وانتفاضة اللؤلؤة.

## خلفية
تعود جذور التاريخ انتفاضة العودة إلى بداية القرن 20. واحتج الشعب البحريني بشكل متقطع طوال العقود الماضية للمطالبة بالحقوق الاجتماعية والاقتصادية والسياسية. وكانت هناك 162 مظاهرة في وقت مبكر من العشرينات من القرن العشرين، وأجريت أول انتخابات بلدية لشغل نصف مقاعد المجالس المحلية في عام 1926.

### التاريخ
كانت البلاد تحت حكم آل خليفة منذ غزو بني عتبة للبحرين عام 1783، وكانت محمية بريطانية لمعظم القرن العشرين. في عام 1926، أصبح تشارلز بلجريف، وهو مواطن بريطاني يعمل كمستشار للحاكم، الحاكم الفعلي وأشرف على الانتقال إلى دولة «حديثة». شكلت هيئة الاتحاد الوطني (NUC) في عام 1954 أول تحد جدي للوضع الراهن. بعد عامين من تشكيلها، تم سجن قادة الاتحاد الوطني وترحيلهم من قبل السلطات.
في عام 1965، تم سحق انتفاضة مارس التي دامت شهرًا من قبل عمال النفط. في العام التالي، تم تعيين مستشار بريطاني جديد، إيان هندرسون، المعروف بإصدار أوامره بالتعذيب والاغتيالات في كينيا. تم تكليفه برئاسة وتطوير المديرية العامة لمباحث أمن الدولة.

في عام 1971، أصبحت البحرين دولة مستقلة، وفي عام 1973 أجرت البلاد أول انتخابات برلمانية. ومع ذلك، بعد عامين فقط من نهاية الحكم البريطاني، تم تعليق الدستور وحل المجلس من قبل الأمير عيسى بن سلمان آل خليفة في ذلك الوقت. تدهورت حقوق الإنسان في الفترة ما بين 1975 و 2001، مصحوباً بقمع متزايد. ومحاولة الانقلاب البحريني عام 1981 باءت بالفشل.

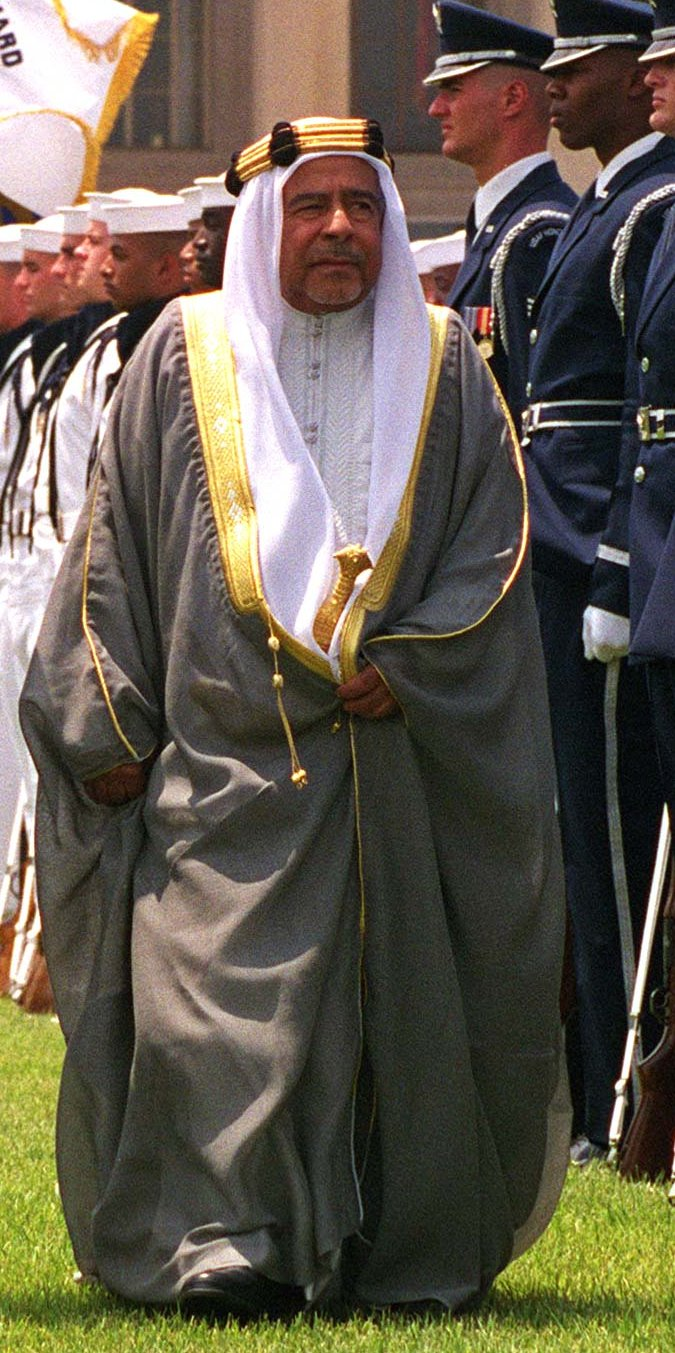
قام الأمير الراحل عيسى بن سلمان آل خليفة بحل البرلمان ووقف العمل بالدستور عام 1975.

في عام 1992، طالب 280 من قادة المجتمع بعودة البرلمان والدستور، وهو ما رفضته الحكومة. بعد ذلك بعامين، بدأت انتفاضة التسعينيات في البحرين. خلال الانتفاضة وقعت مظاهرات كبيرة وأعمال عنف. قُتل أكثر من أربعين شخصًا، بينهم عدة معتقلين أثناء احتجازهم لدى الشرطة، وثلاثة من رجال الشرطة على الأقل.
في عام 1999 خلف حمد بن عيسى آل خليفة والده. أنهى الانتفاضة بنجاح في عام 2001 بعد إدخال إصلاحات واسعة النطاق لميثاق العمل الوطني للبحرين، والتي صوت 98.4 في المائة من البحرينيين لصالحها في استفتاء وطني. في العام التالي، «شعرت المعارضة البحرينية بالخيانة» بعد أن أصدرت الحكومة دستوراً جديداً من جانب واحد. على الرغم من الوعود السابقة، فإن مجلس الشورى المعين، مجلس أعلى، في المجلس الوطني البحريني، مُنح صلاحيات أكثر من مجلس النواب المنتخب، مجلس أدنى. أصبح الأمير ملكًا له سلطة تنفيذية واسعة.
قاطعت أربعة أحزاب معارضة الانتخابات البرلمانية لعام 2002، لكن في انتخابات 2006 فاز أحدها، الوفاق، بالأغلبية. زادت المشاركة في الانتخابات من الانقسام بين جمعيات المعارضة. تأسست حركة حق واستخدمت الاحتجاجات في الشوارع للسعي إلى التغيير بدلاً من إحداث التغيير داخل البرلمان.
شهدت الفترة بين 2007 و 2010 احتجاجات متفرقة تلتها اعتقالات كبيرة. ومنذ ذلك الحين، تصاعدت التوترات «بشكل خطير».

### حقوق الإنسان
تعرضت حالة حقوق الإنسان في البحرين لانتقادات في الفترة بين 1975 و 2001. وقد ارتكبت الحكومة مجموعة واسعة من الانتهاكات بما في ذلك التعذيب المنهجي. في أعقاب الإصلاحات التي أجريت في عام 2001، تحسنت حقوق الإنسان بشكل ملحوظ وكانت محل ثناء من قبل منظمة العفو الدولية. وزُعم أنهم بدأوا في التدهور مرة أخرى في نهاية عام 2007 عندما تم استخدام أساليب التعذيب والقمع مرة أخرى. بحلول عام 2010، أصبح التعذيب شائعًا ووصفت هيومن رايتس ووتش سجل البحرين الحقوقي بأنه «كئيب». لطالما اشتكت الأغلبية الشيعية مما يسمونه التمييز المنهجي. وهم يتهمون الحكومة بتجنيس السنة من الدول المجاورة والتلاعب في الدوائر الانتخابية.
في عام 2006، كشف تقرير البندر عن مؤامرة سياسية من قبل المسؤولين الحكوميين في البحرين لإثارة الفتنة الطائفية وتهميش الأغلبية الشيعية في البلاد.

### الاقتصاد
تعتبر البحرين فقيرة نسبيًا مقارنة بجيرانها من دول الخليج العربي الغنية ببالنفط. نفطها «جف فعلياً» وهي تعتمد على البنوك الدولية وقطاع السياحة. يعد معدل البطالة في البحرين من بين أعلى المعدلات في المنطقة. لا يوجد فقر مدقع في البحرين حيث يبلغ متوسط الدخل اليومي 12.8$ دولار أمريكي. ومع ذلك، يعاني 11 في المائة من المواطنين من فقر نسبي.

### العلاقات الخارجية
البحرين تستضيف نشاط الدعم البحري الأمريكي البحرين، موطن الأسطول الخامس الأمريكي. وتعتبر وزارة الدفاع الأمريكية الموقع حرجًا في محاولاتها لمواجهة القوة العسكرية الإيرانية في المنطقة. حكومة المملكة العربية السعودية وحكومات منطقة الخليج الأخرى تدعم بقوة ملك البحرين. على الرغم من أن المسؤولين الحكوميين ووسائل الإعلام يتهمون المعارضة في كثير من الأحيان بالتأثر بإيران، إلا أن لجنة عينتها الحكومة لم تجد أي دليل يدعم هذا الادعاء. لقد ادعت إيران تاريخياً أن البحرين محافظة، لكن هذا الادعاء تم إسقاطه بعد أن قامت بريطانيا باستطلاع رأي حول استقلال البحرين في عام 1970 ومعظم البحرينيين فضلوا الاستقلال على السيطرة الإيرانية.

## الفترة التي سبقت الاحتجاجات

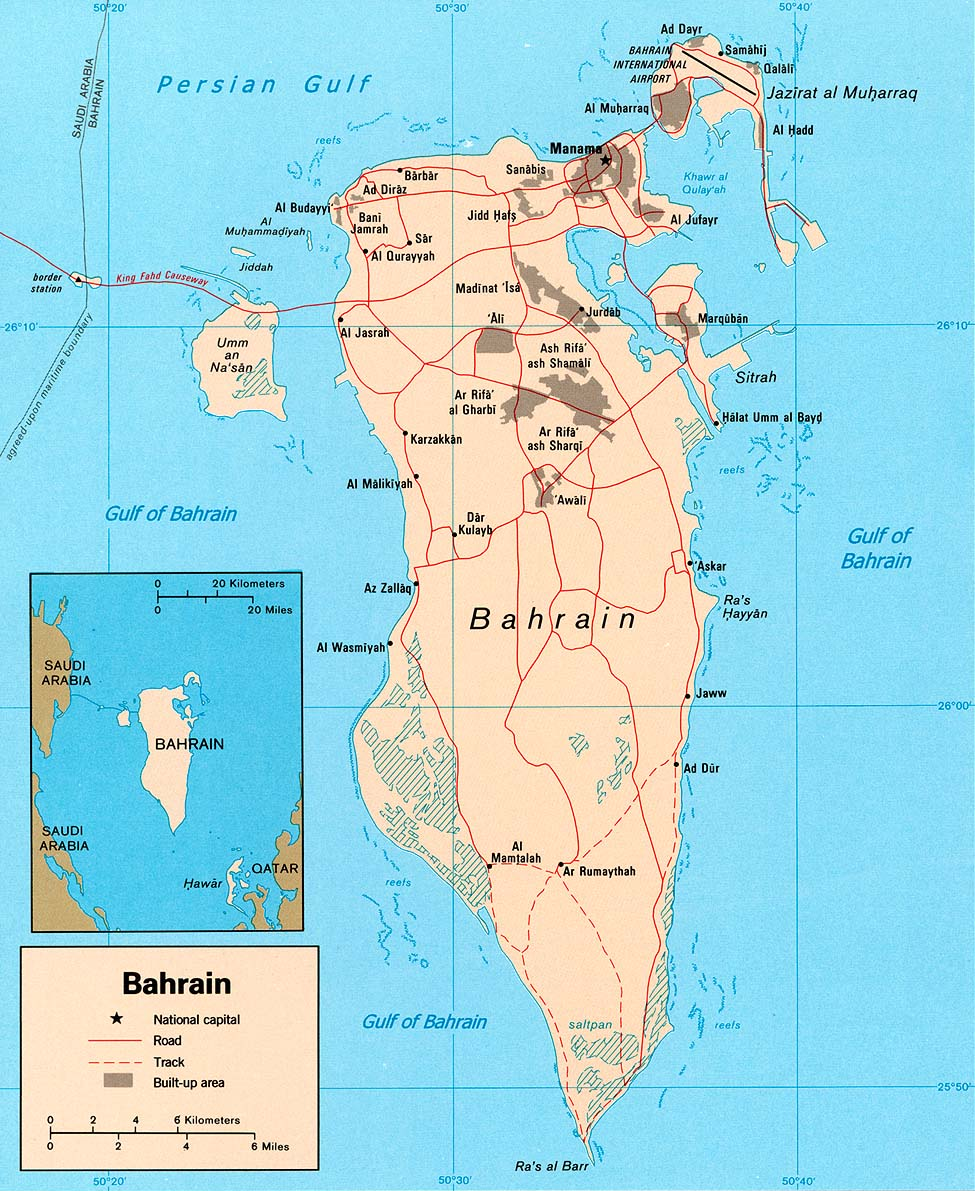

مستوحاة من الانتفاضات الناجحة في مصر وتونس، ملأ نشطاء المعارضة بدءًا من يناير 2011 مواقع التواصل الاجتماعي Facebook و Twitter وكذلك المنتديات عبر الإنترنت ورسائل البريد الإلكتروني والرسائل النصية بدعوات لتنظيم احتجاجات رئيسية مؤيدة للديمقراطية. ووصف شباب بحريني خططهم بأنها نداء للبحرينيين «للنزول إلى الشوارع يوم الاثنين 14 فبراير بطريقة سلمية ومنظمة من أجل إعادة كتابة الدستور وإنشاء هيئة ذات تفويض شعبي كامل».
كان لليوم قيمة رمزية، حيث صادف الذكرى العاشرة لاستفتاء لصالح ميثاق العمل الوطني والذكرى التاسعة لدستور 2002. ودعمت هذه الخطط أحزاب معارضة غير مسجلة مثل حركة حق وحركة أحرار البحرين، واكتفت جمعية العمل الوطني الديمقراطي بالإعلان عن دعمها لـ «مبدأ حق الشباب في التظاهر السلمي» قبل يوم واحد من الاحتجاجات. وجماعات معارضة أخرى، بما في ذلك الوفاق، حزب المعارضة الرئيسي في البحرين، لم تدعو صراحة إلى الاحتجاجات أو تدعمها ؛ لكن زعيمها علي سلمان طالب بإصلاحات سياسية.
قبل أسابيع قليلة من الاحتجاجات، قدمت الحكومة عددًا من التنازلات مثل عرض إطلاق سراح بعض الأطفال الذين تم اعتقالهم في حملة أغسطس / آب وزيادة الإنفاق الاجتماعي. في 4 فبراير، تجمع عدة مئات من البحرينيين أمام السفارة المصرية في المنامة للتعبير عن تضامنهم مع المتظاهرين المناهضين للحكومة هناك. في 11 فبراير، في الخطبة التي تسبق صلاة الجمعة، قال الشيخ عيسى قاسم «رياح التغيير في العالم العربي [لا يمكن إيقافها]». وطالب بإنهاء التعذيب والتمييز وإطلاق سراح النشطاء السياسيين وإعادة كتابة الدستور. أعلن الملك حمد، الذي ظهر على وسائل الإعلام الحكومية، أنه سيتم منح كل أسرة 1000 دينار بحريني (2650 دولارًا) للاحتفال بالذكرى العاشرة لاستفتاء ميثاق العمل الوطني. وربطت وكالة الأنباء الفرنسية المدفوعات بخطط مظاهرة 14 فبراير.
في اليوم التالي، أرسل مركز البحرين لحقوق الإنسان رسالة مفتوحة إلى الملك يحثه فيها على تجنب «السيناريو الأسوأ». في 13 فبراير، زادت السلطات من وجود قوات الأمن في مواقع رئيسية مثل مراكز التسوق وأقامت عددًا من نقاط التفتيش. وفسرت قناة الجزيرة هذه الخطوة على أنها «تحذير واضح من تنظيم مسيرة يوم الاثنين [14 فبراير]». في الليل، هاجمت الشرطة مجموعة صغيرة من الشباب الذين نظموا مظاهرة في كرزكان بعد حفل زفاف. واندلعت احتجاجات واشتباكات صغيرة في مواقع أخرى أيضًا، مثل الدراز وسترة وبني جمرة وطشان، مما أدى إلى إصابات طفيفة في كلا الجانبين.

## التسلسل الزمني
بدأت الاحتجاجات في 14 فبراير 2011، لكنها قوبلت برد فعل فوري من قوات الأمن. وبحسب ما ورد أصيب أكثر من ثلاثين متظاهرًا وقُتل واحد عندما استخدمت القوات الحكومية البحرينية الغاز المسيل للدموع والرصاص المطاطي والخرطوش لتفريق المظاهرات، لكن الاحتجاجات استمرت حتى المساء، وجذبت عدة مئات من المشاركين. كان معظم المتظاهرين من الشيعة الذين يشكلون غالبية سكان البحرين. في اليوم التالي، قُتل شخص حضر جنازة المتظاهر الذي قُتل في 14 فبراير بالرصاص وأصيب 25 آخرون عندما فتح ضباط الأمن النار على المعزين. وفي اليوم نفسه، سار آلاف المتظاهرين إلى دوار اللؤلؤة في المنامة واحتلوه، ونصبوا خيامًا للاحتجاج وخيموا طوال الليل. اعتقل الناشط السني محمد البوفلاسة سرًا من قبل قوات الأمن بعد مخاطبته الحشد، مما جعله أول سجين سياسي للانتفاضة.
في وقت مبكر من صباح يوم 17 فبراير، استعادت قوات الأمن السيطرة على الدوار، مما أسفر عن مقتل أربعة متظاهرين وإصابة أكثر من 300 في هذه العملية. بعد ذلك تم وضع المنامة تحت الإغلاق، حيث اتخذت الدبابات والجنود المسلحون مواقع حول العاصمة. رداً على ذلك، قدم نواب الوفاق، الكتلة الأكبر آنذاك، استقالاتهم من مجلس النواب في مجلس الأمة البحريني. في صباح اليوم التالي، شارك أكثر من 50000 شخص في جنازات الضحايا. بعد الظهر، سار المئات منهم إلى المنامة. وعندما اقتربوا من دوار اللؤلؤة أطلق الجيش النار مما أدى إلى إصابة العشرات ومقتل شخص واحد. انسحبت القوات من دوار اللؤلؤة في 19 فبراير، وأعاد المتظاهرون إقامة معسكراتهم هناك. وأكد ولي العهد للمحتجين أنه سيسمح لهم بالتخييم عند الدوار.
وشهدت الأيام اللاحقة مظاهرات كبيرة. في 21 فبراير، اجتذب «تجمع الوحدة الوطنية» الموالي للحكومة عشرات الآلاف، بينما في 22 فبراير بلغ عدد المتظاهرين في دوار اللؤلؤة ذروته بأكثر من 150.000 بعد أن سار أكثر من 100.000 متظاهر هناك. في 25 فبراير، تم الإعلان عن يوم حداد وطني ونظمت مسيرات كبيرة مناهضة للحكومة. كان المشاركون ضعف عدد المشاركين في مسيرة 22 فبراير، والذين يقدرون بنحو 40٪ من المواطنين البحرينيين. وبعد ثلاثة أيام احتج المئات خارج البرلمان مطالبين باستقالة جميع النواب. مع اشتداد الاحتجاجات قرب نهاية الشهر، اضطر الملك حمد إلى تقديم تنازلات على شكل إطلاق سراح سجناء سياسيين وإقالة ثلاثة وزراء في الحكومة.
استمرت الاحتجاجات في مارس / آذار، حيث أعربت المعارضة عن استيائها من رد الحكومة. تم تنظيم مظاهرة مضادة في 2 مارس، ورد أنها أكبر تجمع سياسي في تاريخ البحرين لدعم الحكومة. في اليوم التالي، ورد أن شخصين جُرحا في اشتباكات بين السنة المجنسين والشبان الشيعة المحليين في مدينة حمد،  ونشرت الشرطة الغاز المسيل للدموع لفض الاشتباكات. ونظم عشرات الآلاف مظاهرتين في اليوم التالي، واحدة في المنامة وتوجهت الأخرى إلى التلفزيون الرسمي متهمينه بتعزيز الانقسامات الطائفية. صعد المتظاهرون دعواتهم لعزل رئيس الوزراء خليفة بن سلمان آل خليفة، الذي يتولى السلطة منذ عام 1971، من منصبه، وتجمعوا خارج مكتبه في 6 مارس.
في اليوم التالي خرجت ثلاث احتجاجات. الأول بالقرب من السفارة الأمريكية، والثاني خارج مبنى وزارة الداخلية والثالث والأطول أمام مرفأ البحرين المالي. في 8 مارس، دعت ثلاث مجموعات شيعية متشددة إلى التنازل عن الملكية وإنشاء جمهورية ديمقراطية بالوسائل السلمية، بينما استمرت جماعة الوفاق الأكبر في المطالبة بحكومة منتخبة وملكية دستورية. في 9 مارس، احتج الآلاف بالقرب من مكتب الهجرة في المنامة ضد تجنيس الأجانب وتجنيدهم في قوات الأمن.
وصعد المتشددون من تحركاتهم ونظموا احتجاجا توجه إلى الديوان الملكي في الرفاع في 11 مارس/آذار. شارك الآلاف يحملون الزهور والأعلام، لكن شرطة مكافحة الشغب منعتهم. وفي نفس اليوم شارك عشرات الآلاف في مسيرة في المنامة نظمتها الوفاق. في اليوم التالي، حاصر عشرات الآلاف من المتظاهرين قصرًا ملكيًا آخر، وعلى عكس اليوم السابق، انتهى الاحتجاج بسلام. في نفس اليوم، كان وزير الدفاع الأمريكي روبرت جيتس يقوم بزيارة إلى البلاد.
في 13 مارس، ردت الحكومة بقوة، حيث أطلقت شرطة مكافحة الشغب قنابل الغاز المسيل للدموع وهدمت خيام الاحتجاج في دوار اللؤلؤة واستخدمت الغاز المسيل للدموع والرصاص المطاطي لتفريق المتظاهرين في الحي المالي، حيث كانوا يخيمون لأكثر من أسبوع. أفاد شهود أن شرطة مكافحة الشغب كانت تطوق دوار اللؤلؤة، النقطة المحورية لحركة الاحتجاج، لكن وزارة الداخلية قالت إنها كانت تهدف إلى فتح الطريق السريع وطلبت من المتظاهرين «البقاء في دوار [اللؤلؤة] حفاظًا على سلامتهم». واشتبك آلاف المتظاهرين مع الشرطة مما أجبرهم على التراجع.
في غضون ذلك، اقتحم 150 من أنصار الحكومة جامعة البحرين حيث نظم حوالي 5000 طالب احتجاجًا مناهضًا للحكومة. ووقعت اشتباكات بين المجموعتين باستخدام أدوات حادة وحجارة. تدخلت شرطة مكافحة الشغب بإطلاق الغاز المسيل للدموع والرصاص المطاطي والقنابل الصوتية على متظاهري المعارضة. دعا الاتحاد العام لنقابات العمال في البحرين، خلال النهار، إلى إضراب عام، وأعلن ولي العهد بيانا يحدد سبعة مبادئ ستتم مناقشتها في الحوار السياسي، من بينها «برلمان كامل السلطة» و «حكومة تمثل. إرادة الشعب».
عندما طغى المتظاهرون على الشرطة الذين قاموا أيضًا بإغلاق الطرق، طلبت حكومة البحرين المساعدة من الدول المجاورة. في 14 مارس، وافق مجلس التعاون الخليجي على نشر قوات درع الجزيرة في البحرين. نشرت المملكة العربية السعودية حوالي 1000 جندي بدعم مدرع، ونشرت الإمارات العربية المتحدة حوالي 500 ضابط شرطة. عبرت القوات إلى البحرين عبر جسر الملك فهد. كان السبب المزعوم للتدخل هو تأمين المنشآت الرئيسية. وبحسب بي بي سي، «اتخذ السعوديون مواقع في منشآت رئيسية لكنهم لم يتدخلوا بشكل مباشر في ضبط المتظاهرين»، رغم تحذيرهم من أنهم سيتعاملون مع المتظاهرين إذا لم تفعل البحرين ذلك. كان التدخل هو المرة الأولى التي تطلب فيها حكومة عربية مساعدة أجنبية خلال الربيع العربي. وردت المعارضة بقوة ووصفتها بالاحتلال وإعلان الحرب وطالبت بالمساعدة الدولية.

### حالة الطوارئ
في 15 مارس، أعلن الملك حمد حالة الطوارئ لمدة ثلاثة أشهر. وسار آلاف المتظاهرين إلى السفارة السعودية في المنامة تنديدا بتدخل دول مجلس التعاون الخليجي، فيما اندلعت اشتباكات بين ضباط الأمن بالبنادق والمتظاهرين في مواقع مختلفة. كانت أعنفها في جزيرة سترة التي امتدت طوال الصباح حتى بعد الظهر مما أسفر عن مقتل شخصين وإصابة أكثر من 200 بين المتظاهرين ووفاة شخص واحد بين الشرطة. قال الأطباء في مجمع السلمانية الطبي إنه غارق في الجرحى وأن بعضهم أصيب بطلقات نارية. تم إرسال جيفري فيلتمان، مساعد وزيرة الخارجية الأمريكية لشؤون الشرق الأدنى آنذاك إلى البحرين للتوسط بين الجانبين. وقالت أحزاب المعارضة إنها قبلت المبادرة الأمريكية بينما لم تستجب الحكومة.

#### قمع 16 مارس
في الصباح الباكر من يوم 16 مارس، اقتحم أكثر من 5000 من قوات الأمن مدعومين بالدبابات والمروحيات دوار اللؤلؤة، حيث كان المتظاهرون يخيمون لمدة شهر تقريبًا. وكان عدد المتظاهرين أقل بكثير مما كان عليه في الأيام السابقة بسبب عودة العديد منهم إلى القرى لحماية منازلهم. خوفًا من عدد القوات الأمنية، انسحب معظم المتظاهرين من الموقع، بينما قرر آخرون البقاء وتم إخلاء سبيلهم بعنف في غضون ساعتين. ثم قامت القوات الأمنية بإخلاء الطرق والمرفأ المالي وتحركت للسيطرة على مستشفى السلمانية. دخلوا مبنى المستشفى بالعصي والدروع والمسدسات والبنادق بعد إخلاء منطقة وقوف السيارات، وعاملوه على أنه مسرح جريمة.
وقال شهود عيان ان سيارات الإسعاف احتجزت داخل المستشفى وتعرض بعض العاملين الصحيين للضرب. وبسبب عدم تمكنهم من الوصول إلى مستشفى السلمانية، تم نقل الجرحى إلى عيادات صغيرة خارج العاصمة، والتي اقتحمت من قبل الشرطة بعد فترة وجيزة، مما دفع المتظاهرين إلى استخدام المساجد كعيادات ميدانية. بعد ذلك، انتقل الجيش إلى معاقل المعارضة حيث أقام عددًا من نقاط التفتيش ودخل الآلاف من شرطة مكافحة الشغب، مما أجبر الناس على التراجع إلى منازلهم بحلول الليل. ونصحت جمعية الوفاق الناس بالابتعاد عن الشوارع وتجنب المواجهات مع قوات الأمن والتزام الهدوء بعد أن أعلن الجيش فرض حظر تجول ليلي لمدة 12 ساعة في المنامة وحظر جميع أنواع التجمعات العامة. ولقي ثمانية أشخاص مصرعهم في ذلك اليوم، خمسة منهم بطلقات نارية، وواحد بخرطوش، وورد أن اثنين من رجال الشرطة دهستهم سيارة دفع رباعي.

#### اعتقالات واتساع نطاق القمع
بحلول الساعات الأولى من يوم 17 مارس، تم اعتقال أكثر من 1000 متظاهر، بمن فيهم سبعة شخصيات معارضة بارزة، من بينهم عبد الجليل السنكيس، وعبد الوهاب حسين، وإبراهيم شريف، وحسن مشيمع. في مقابلة مع قناة الجزيرة قبل اعتقاله، زعم الأخير أن المتظاهرين قُتلوا بالرصاص على الرغم من عرض المقاومة المدنية السلمية فقط. ردًا على رد فعل الحكومة على الاحتجاجات، قدم عدد من كبار المسؤولين الشيعة استقالاتهم، بما في ذلك وزيرين وأربعة نواب معينين وعشرات القضاة. تجاهل المتظاهرون في عدة قرى حظر التجول وتجمعوا في الشوارع فقط لتفريقهم من قبل قوات الأمن، مما سمح بتشييع الجنازات باعتباره الوسيلة الوحيدة للتجمع العام. تم نقل المتظاهرين الموقوفين إلى مراكز الشرطة حيث تعرضوا لسوء المعاملة والشتائم.
في وقت لاحق من اليوم، قُبض على الجراح علي العكري من مستشفى السلمانية الذي لا يزال محاصرًا، وبحلول أبريل / نيسان، تم اعتقال 47 عاملاً صحياً آخر. جذبت قضيتهم اهتمامًا دوليًا واسعًا. أفاد مرضى في المستشفى أنهم تعرضوا للضرب والإساءة اللفظية من قبل قوات الأمن، وقال العاملون إن المرضى الذين يعانون من إصابات مرتبطة بالاحتجاج احتُجزوا في العنابر 62 و 63 حيث احتُجزوا كأسرى وحُرموا من الرعاية الصحية وتعرضوا للضرب بشكل يومي لانتزاع الاعترافات. واتهمت منظمة أطباء من أجل حقوق الإنسان الحكومة بانتهاك الحياد الطبي وقالت منظمة أطباء بلا حدود إن الجرحى حُرموا من الرعاية الطبية وأن المستشفيات استُخدمت كطُعم للإيقاع بهم. رفضت حكومة البحرين هذه التقارير لأنها تفتقر إلى أي دليل وقالت إن القوات تم نشرها في المستشفى فقط لحفظ النظام.
في 18 مارس، تم هدم نصب اللؤلؤ في وسط دوار اللؤلؤة بناءً على أوامر حكومية وتوفي عامل أثناء العملية. وقالت الحكومة إن الهدم كان من أجل محو «الذكريات السيئة» و «تعزيز تدفق حركة المرور»، لكن الموقع ظل محاصرًا من قبل قوات الأمن. تم استخدام نقاط التفتيش الأمنية التي أقيمت في جميع أنحاء البلاد لضرب واعتقال من يُعتقد أنهم مناهضون للحكومة، ومن بينهم فضيلة مبارك التي اعتقلت في 20 مارس / آذار بسبب سماعها موسيقى «ثورية». في 22 آذار / مارس، علقت النقابة العمالية المدعومة من الوفاق الإضراب العام بعد أن أعلنت تمديده إلى أجل غير مسمى قبل يومين. في غضون ذلك، شارك أكثر من ألف شخص في جنازة امرأة قُتلت في حملة قمع في المنامة وأفاد نشطاء حقوق الإنسان أن المداهمات الليلية على النشطاء المعارضين استمرت.

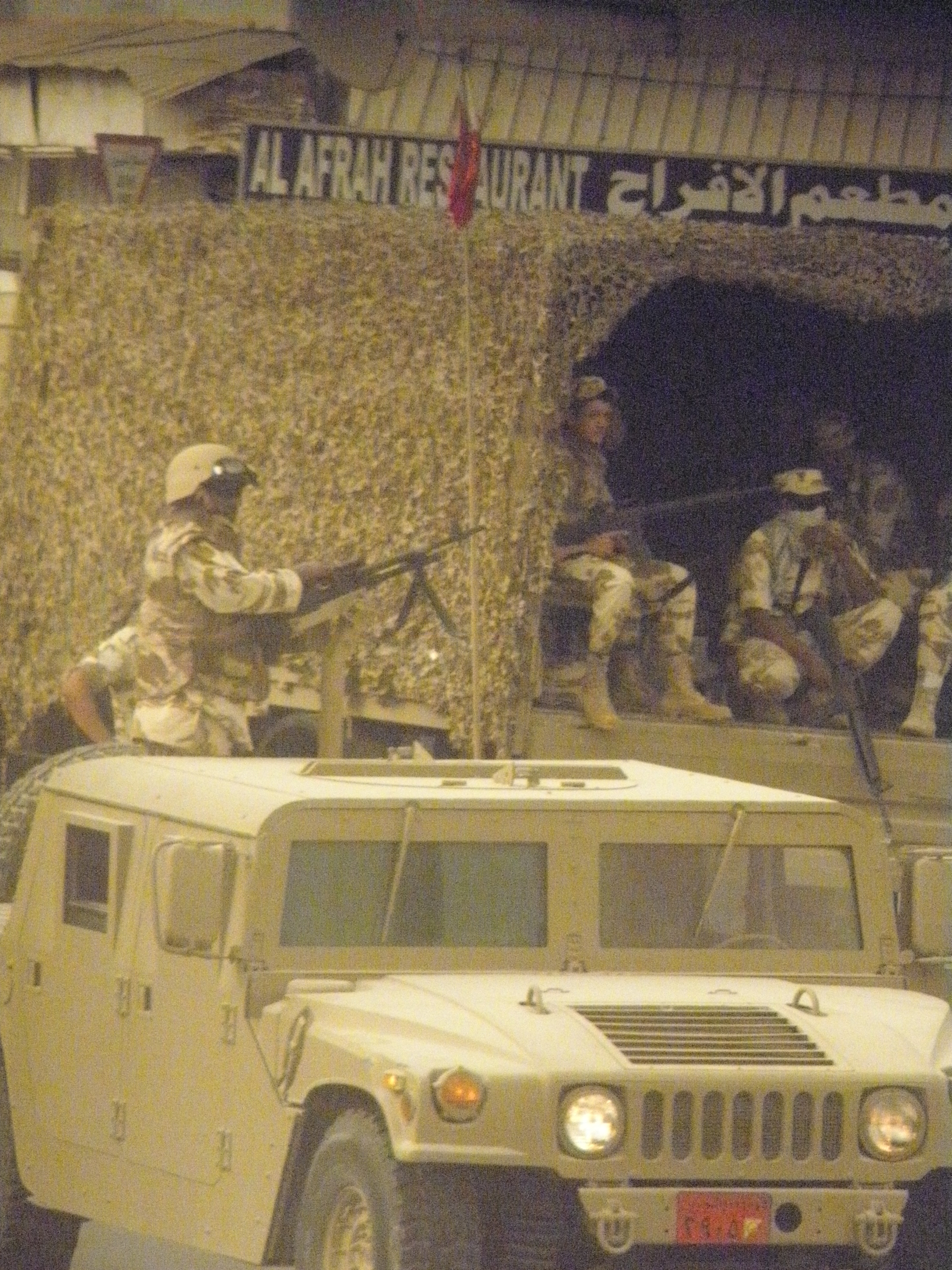
قوات جيش البحرين عند مدخل قرية في 29 مارس

تم التخطيط لـ «يوم غضب» في جميع أنحاء البحرين في 25 مارس من أجل نقل الاحتجاجات اليومية في القرى إلى الشوارع الرئيسية، ولكن سرعان ما تم إخماده من قبل القوات الحكومية، بينما سُمح للآلاف بالمشاركة في جنازة رجل قتل برصاص الشرطة حيث رددوا هتافات مناهضة للحكومة. خلال الشهر، كان المئات يهتفون «الله أكبر» من فوق أسطح منازلهم في فترة ما بعد الظهر والليل. وقال عمال باكستانيون، بعضهم يعمل في قوات الأمن، إنهم يعيشون في خوف حيث تعرضوا لهجوم من قبل حشود غاضبين جرحوا كثيرين وقتلوا اثنين منهم في وقت سابق من الشهر. في 28 مارس، تجنبت حكومة البحرين عرض الوساطة الكويتي الذي قبلتها الوفاق واعتقلت لفترة وجيزة المدون البارز محمود اليوسف،  مما دفع آخرين للاختباء. وذكرت بي بي سي أن تعامل الشرطة الوحشي مع الاحتجاجات حولت البحرين إلى «جزيرة الخوف». وبحلول نهاية الشهر، توفي أربعة آخرون ليرتفع عدد الوفيات في الشهر إلى تسعة عشر.
أطلق تلفزيون البحرين حملة لتسمية ومعاقبة وفضح أولئك الذين شاركوا في الحركة الاحتجاجية. الرياضيون كانوا أهدافها الأولى. الشقيقان علاء ومحمد حبيل، تم إيقافهما عن العمل واعتقالهما مع 200 رياضي آخر بعد تعرضهم للعار في التلفزيون. كما تم استهداف قطاعات أخرى من الطبقة الوسطى، بما في ذلك الأكاديميين ورجال الأعمال والأطباء والمهندسين والصحفيين والمعلمين. امتدت مطاردة المتضاهرين إلى وسائل التواصل الاجتماعي حيث تم استدعاء البحرينيين لتحديد وجوه الاعتقالات. تم فحص المعتقلين، ومن بينهم آيات القرمزي التي قرأت قصيدة تنتقد الملك ورئيس الوزراء في دوار اللؤلؤة. أطلق سراحها بعد ذلك بعد ضغوط دولية.

## الخط الزمني

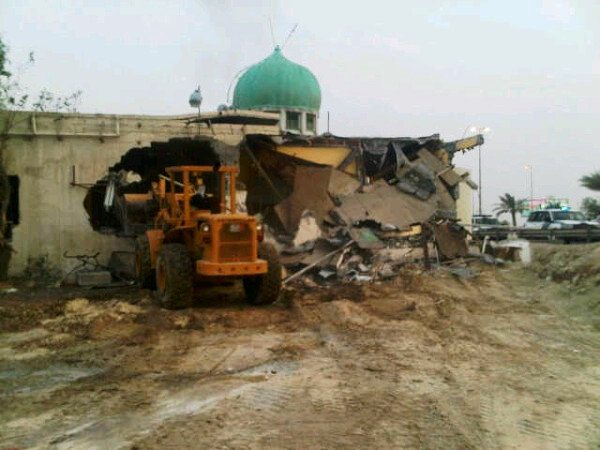
شاحنة تدمر مسجد الشيخ محمد البربغي البالغ من العمر 400 عام في عالي

في أبريل، كجزء من حملة القمع، تحركت الحكومة لتدمير دور العبادة الشيعية، وهدمت خمسة وثلاثين مسجداً، على الرغم من أن الكثير منها كانوا يقفون منذ عقود، إلا أن الحكومة قالت إنها بنيت بشكل غير قانوني، وبررت تدمير بعضها في الليل لتجنب الإضرار بنفسية الناس. وكان من بين الذين دمروا (مسجد الأمير محمد بريغي) في عالي والذي تم بناؤه قبل أكثر من 400 عام. في 2 أبريل / نيسان، عقب حلقة على تلفزيون البحرين تزعم نشرها لأخبار كاذبة وملفقة، تم حظر صحيفة الوسط، لفترة وجيزة، وتم استبدال محررها منصور الجمري. في اليوم التالي شارك أكثر من 2000 شخص في موكب جنازة في سترة ورددوا شعارات مناهضة للحكومة، وفي المنامة نظم نواب معارضون احتجاجًا أمام مبنى الأمم المتحدة.

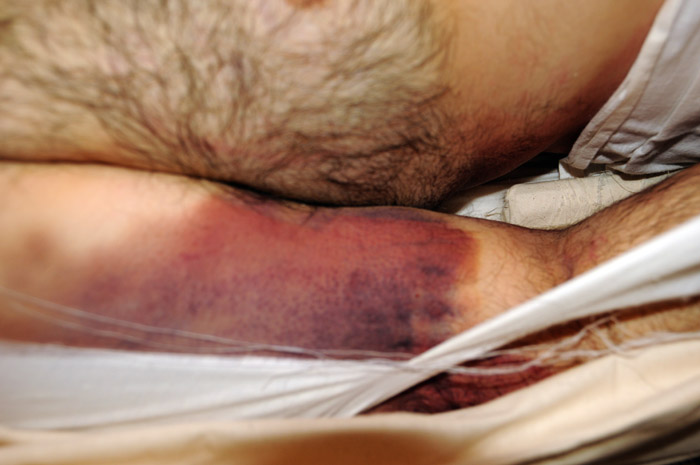
آثار التعذيب على جثة كريم فخراوي قبل دفنه في 12 أبريل/نيسان

في 9 أبريل، تم القبض على الناشط في مجال حقوق الإنسان عبد الهادي الخواجة وصهريه. قالت ابنته زينب، التي أضربت عن الطعام بعد ذلك للاحتجاج على الاعتقالات، إن الخواجة كان ينزف بعد تعرضه للضرب حتى فقد الوعي أثناء الاعتقال. في ذلك الشهر وحده، لقي أربعة متظاهرين حتفهم بسبب التعذيب في حجز الحكومة، بينهم الصحفيان كريم فخراوي وزكريا راشد حسن العشيري. أنكرت الحكومة في البداية مثل هذه التقارير واتهمت الناشط الحقوقي نبيل رجب بتلفيق الصور، إلا أن باحثًا في هيومن رايتس ووتش ومراسلًا في هيئة الإذاعة البريطانية (بي بي سي) شاهدا جثة قبل الدفن أفادا بأنها دقيقة. واتهم خمسة من حراس السجن في وقت لاحق بقتل المتظاهرين.
في 14 أبريل، تحركت وزارة العدل لحظر جماعات معارضة الوفاق وجمعية العمل الإسلامي بتهمة انتهاك القوانين والإضرار بـ «السلم الاجتماعي والوحدة الوطنية»، ولكن في أعقاب انتقادات أمريكية، تراجعت حكومة البحرين عن قرارها قائلة إنها ستنتظر. لنتائج التحقيق. في 16 أبريل، تم اعتقال محامي حقوق الإنسان محمد التاجر، الذي يمثل شخصيات معارضة بارزة، خلال مداهمة ليلية. في 28 أبريل / نيسان، حكمت محكمة عسكرية خاصة تُعرف باسم محكمة السلامة الوطنية على أربعة متظاهرين بالإعدام وثلاثة آخرين بالسجن مدى الحياة بتهمة القتل العمد لرجلين من رجال الشرطة في 16 مارس / آذار. وأيدت محكمة استئناف عسكرية الأحكام في الشهر التالي.
اعتبارًا من شهر مارس وطوال شهر مايو، تم فصل مئات العمال، بمن فيهم قادة النقابات العمالية، من وظائفهم بعد أن شجعت الحكومة شركات مثل طيران الخليج على القيام بذلك، وكانت الأسباب الرئيسية للفصل هي الغياب خلال الإضراب العام الذي دام أسبوعًا، والمشاركة في الاحتجاجات واستعراض الرأي العام المناهض للحكومة. على الرغم من أن الحكومة والعديد من الشركات قالت إن الإضراب غير قانوني، فإن اللجنة البحرينية المستقلة لتقصي الحقائق ذكرت أنه «ضمن ... القانون». قال بعض العمال الذين خضعوا للتحقيقات إنهم عُرضت عليهم صور تربطهم بالاحتجاجات. نفى رئيس ديوان الخدمة المدنية هذه التقارير في البداية، لكنه اعترف بعد أشهر قليلة بفصل عدة مئات. في المجموع، تم فصل 2464 من موظفي القطاع الخاص و 2075 من موظفي القطاع العام ليصبح المجموع 4539.
وفي 2 مايو/أيار، اعتقلت السلطات اثنين من نواب الوفاق المستقيلين، هما مطر مطر وجواد فيروز.  وفي وقت لاحق من الشهر، أعلن ملك البحرين أن حالة الطوارئ سترفع في 1 يونيو/حزيران، قبل نصف شهر من الموعد المقرر. كانت الدبابات والعربات المدرعة ونقاط التفتيش العسكرية المأهولة لا تزال منتشرة في المنامة وعدد من القرى. وسرعان ما تواصلت الاحتجاجات الصغيرة والاشتباكات مع قوات الأمن التي فرقتهم في القرى وأفاد السكان بأنهم يعيشون تحت الحصار. خطاب الكراهية المشابه للخطاب الذي سبق الإبادة الجماعية الرواندية ورد في صحيفة موالية للحكومة «قارنت الشيعة ب»النمل الأبيض«الذي ينبغي إبادتهم».
وعقدت الجلسة الأولى ل 13 من زعماء المعارضة في 8 أيار/مايو أمام المحكمة العسكرية الخاصة للسلامة الوطنية، وهي المرة الأولى التي يرون فيها أسرهم بعد أسابيع من الحبس الانفرادي والتعذيب المزعوم. في 17 مايو/أيار، اعتقل صحفيان محليان يعملان لدى وكالة الأنباء الألمانية وفرانس 24 لفترة وجيزة واستجوبا، وأفاد أحدهما بأنه تعرض لسوء المعاملة. وفي اليوم التالي، أصيب تسعة من رجال الشرطة في النويدرات. وذكرت صحيفة الخليج ديلي نيوز أن الشرطة دهست بعد أن جرحت وألقت القبض على «مثير شغب»،  في حين ذكرت الأخبار أن الشرطة أطلقت النار على بعضها البعض بعد نزاع، مضيفة أن هذا الحادث كشف وجود ضباط أردنيين داخل قوات الأمن البحرينية.
وفي 31 أيار/مايو، دعا ملك البحرين إلى بدء حوار وطني في تموز/يوليه من أجل حل التوترات المستمرة. ومع ذلك، فإن المعارضة قد اعترضت على جدية وفعالية الحوار، الذين أشاروا إليه بازدراء على أنه «غرفة دردشة». وقالت هيومن رايتس ووتش إن أحزاب المعارضة مهمشة في الحوار، حيث حصلت على 15 مقعدا فقط من أصل 297 على الرغم من فوزها بنسبة 55٪ من الأصوات في انتخابات 2010.
في 1 يونيو/حزيران، اندلعت احتجاجات في جميع أنحاء المناطق التي يهيمن عليها الشيعة في البحرين للمطالبة بإنهاء الأحكام العرفية مع رفع حالة الطوارئ رسميا. استمرت الاحتجاجات حتى أوائل يونيو/حزيران، حيث سار المتظاهرون حول دوار اللؤلؤة المدمر، لكن قوات الأمن قاومت المتظاهرين وفرقتهم بانتظام.  تم إلغاء نسخة عام 2011 من سباق جائزة البحرين الكبرى، وهو حدث رئيسي لسباق الفورمولا 1، الغي رسميًا مع استمرار الانتفاضة. في 11 يونيو/حزيران، تم الإعلان عن الاحتجاج مسبقًا لكن لم يحصل على إذن من الحكومة، على حد قول أنصار المعارضة. ووقعت في منطقة سار غربي العاصمة. وقال شاهد من رويترز إن الشرطة لم توقف ما يصل إلى عشرة آلاف شخص حضروا التظاهرة، وكثير منهم في سيارات. وحلقت طائرات هليكوبتر في سماء المنطقة. في 13 يونيو/حزيران، بدأ حكام البحرين محاكمات 48 مهنيًا طبيًا، بما في ذلك بعض كبار الجراحين في البلاد، وهي خطوة يُنظر إليها على أنها مطاردة لأولئك الذين عالجوا المتظاهرين المصابين خلال الانتفاضة الشعبية التي سحقها التدخل العسكري للمملكة العربية السعودية. في 18 يونيو/حزيران، قررت الحكومة البحرينية رفع الحظر المفروض على أكبر حزب معارض. في 22 يونيو/حزيران، أرسلت الحكومة البحرينية 21 شخصية معارضة لمحاكمتهم أمام محكمة أمنية خاصة حكمت على 8 نشطاء مؤيدين للديمقراطية بالسجن مدى الحياة لدورهم في الانتفاضة. وحكم على متهمين آخرين بالسجن لمدة تتراوح بين عامين وخمسة عشر عاما.
وفي 9 أغسطس/آب، أعلنت «لجنة التحقيق البحرينية المستقلة» أنه تم الإفراج عن 137 معتقلا، بمن فيهم مطر مطر وجواد فيروز، وهم نواب شيعة من جمعية الوفاق المعارضة.

### 2012
ووفقا لصحيفة الخليج ديلي نيوز في 1 فبراير 2012، كشف مستشار الملك حمد للشؤون الإعلامية نبيل الحمر عن خطط لإجراء محادثات جديدة بين المعارضة والحكومة على حسابه على تويتر. وقال ان المحادثات مع الجمعيات السياسية «بدأت بالفعل في تمهيد الطريق امام حوار يؤدي إلى مملكة البحرين موحدة». وقد أيد هذه الخطوة النائب السابق في جمعية الوفاق الوطني الإسلامي عبد الجليل خليل، الذي قال إن المجتمع «مستعد لحوار جاد وليس لديه هذه المرة شروط مسبقة». واكد مجددا ان «الناس يريدون اصلاحات جادة تعكس ارادتهم وما يريدونه حقا لمستقبلهم» . لكن عضو مجلس إدارة جمعية الوحدة الوطنية خالد القدو قال إن مجتمعه لن يشارك في المحادثات «حتى يتم اعتقال من يقفون وراء أعمال العنف». وردد ولي العهد سلمان بن حمد بن عيسى آل خليفة الدعوة للحوار ودعم المبادرة.
مناظرة البحرين هي مبادرة ينظمها «شباب من أجل الشباب» وتجمع الشباب من مختلف أطياف المجتمع البحريني لمناقشة المشاكل السياسية والاجتماعية التي تواجه البلاد وحلولها. النقاش لا يتم تمويله أو تنظيمه من قبل أي مجموعة سياسية. وقال إحسان الكوهجي، أحد المنظمين، «في ضوء ما حدث في البحرين، يحتاج الناس للتعبير عن أنفسهم بطريقة بناءة والاستماع إلى آراء الآخرين». «الشباب هم مستقبل البلاد لأن لديهم القدرة على تغيير الأشياء. فهم ديناميكيون وحيويون للغاية لكنهم شعروا أنه ليس لديهم منبر للتعبير عن آرائهم.».
أعرب المستقلون البحرينيون عن قلقهم من انزلاق الجزيرة إلى عنف طائفي، كما بدأوا محاولة لكسر الجمود السياسي بين القوات الموالية للحكومة والمعارضة. وقال الدكتور علي فخرو، الوزير السابق والسفير «الذي يحظى بالاحترام عبر الطيف السياسي»، لرويترز إنه يأمل في جمع المعتدلين من الجانبين معًا في وقت يشعر فيه المتطرفون بأنفسهم في جميع أنحاء دولة الخليج العربية. وقال فخرو إن المبادرة، التي تم إطلاقها في اجتماع 28 يناير 2012، تضمنت إقناع أحزاب المعارضة والجماعات الموالية للحكومة بالاجتماع خارج منتدى حكومي والاتفاق على قائمة من المطالب الأساسية للإصلاح الديمقراطي. أطلق الخطة في اجتماع لبحرينيين بارزين ليس لهم انتماءات أو عضوية سياسية رسمية، يسمى الاجتماع الوطني البحريني. الإطار الأساسي للمناقشة هو النقاط السبع للإصلاح الديمقراطي التي أعلنها ولي العهد الأمير سلمان في مارس 2011.
ذكرت صحيفة الأيام البحرينية في 7 مارس 2012 أن الحكومة والجمعيات السياسية المعارضة تقترب من اتفاق لبدء حوار نحو المصالحة وإعادة توحيد البلاد.

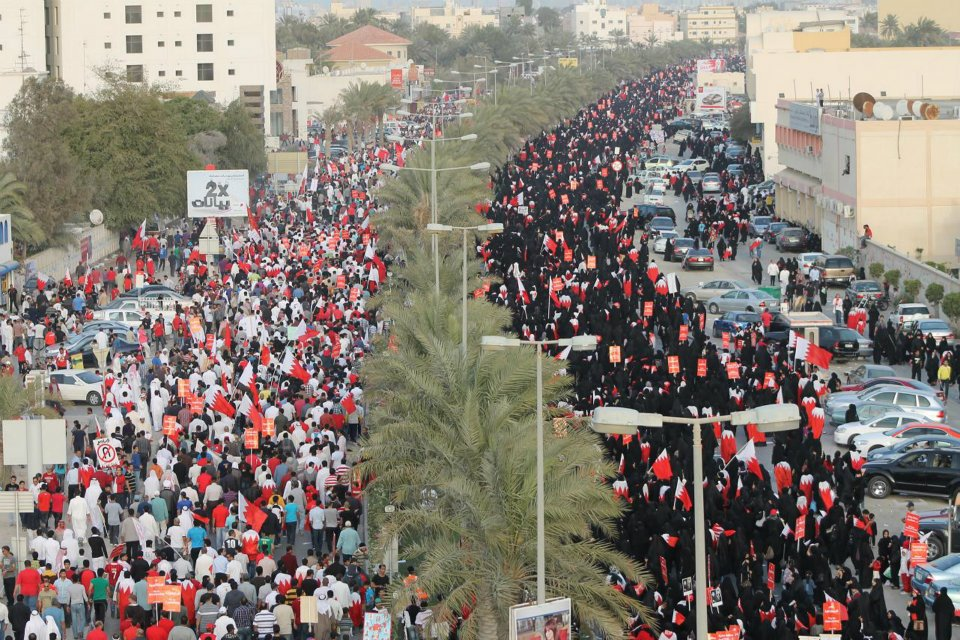
شارك ما لا يقل عن 100000 شخص في واحدة من أكبر الاحتجاجات المناهضة للحكومة على طول طريق البديع السريع في 9 مارس

في 9 مارس 2012، تظاهر مئات الآلاف في واحدة من أكبر التجمعات المناهضة للحكومة حتى الآن. وبحسب شبكة CNN، فإن المسيرة «ملأت طريقًا سريعًا مكونًا من أربعة قرى بين الدراز والمقشع». وقدر مصور لرويترز العدد بأكثر من 100 ألف بينما قدر نشطاء المعارضة العدد بما يتراوح بين 100 ألف و 250 ألفا. ووصف نبيل رجب رئيس مركز البحرين لحقوق الإنسان المسيرة بأنها «الأكبر في تاريخنا».
دعا إلى المسيرة الشيخ عيسى قاسم، رجل الدين الشيعي الأعلى في البحرين. وطالب المتظاهرون بإسقاط الملك وإطلاق سراح القادة السياسيين المسجونين. وانتهت المظاهرة بسلام، إلا أن مئات الشبان حاولوا العودة إلى موقع دوار اللؤلؤة الرمزي الذي تم هدمه الآن، وقاموا بتفريقهم من قبل قوات الأمن بالغاز المسيل للدموع.
قالت وزارة الداخلية إن سبعة من رجال الشرطة أصيبوا في 10 أبريل / نيسان عندما انفجرت قنبلة محلية الصنع في منطقة العكر. وألقت الوزارة باللوم على المتظاهرين في الهجوم. تبع ذلك في 19 أكتوبر حصار العكر.
في 18 أبريل، في الفترة التي سبقت سباق الجائزة الكبرى في البحرين لعام 2012، كانت سيارة مستخدمة من قبل ميكانيكي فورس إنديا متورطة في تفجير بنزين، على الرغم من عدم وجود إصابات أو أضرار. كان أعضاء الفريق يسافرون في سيارة لا تحمل أي علامات وتم احتجازهم بسبب حاجز مرتجل على الطريق لم يتمكنوا من إزالته قبل انفجار قنبلة حارقة في مكان قريب. تصاعدت الاحتجاجات والمتظاهرين بشكل حاد في دائرة الضوء من الصحافة الدولية لسباق الجائزة الكبرى، وإدانة التأييد الضمني للحكومة من قبل الفورمولا 1.

### 2013
دعا نشطاء المعارضة البحرينية، مستلهمين من حركة تمرد المصرية التي لعبت دورا في عزل الرئيس محمد مرسي، دعا نشطاء المعارضة البحرينية إلى احتجاجات حاشدة اعتبارًا من 14 أغسطس، الذكرى الثانية والأربعين لاستقلال البحرين تحت راية تمرد البحرين. وصادف اليوم الذكرى السنوية الثانية والنصف للانتفاضة البحرينية. وردا على ذلك حذرت وزارة الداخلية من الانضمام إلى ما وصفته بـ «التظاهرات والأنشطة غير القانونية التي تعرض الأمن للخطر» وشددت الإجراءات الأمنية.

### 2014
في 3 مارس/آذار، أدى انفجار قنبلة نفذه محتجون شيعة في قرية الديه إلى مقتل 3 من ضباط الشرطة. وكان أحد ضباط الشرطة الذين قُتلوا شرطي إماراتي من قوة درع الجزيرة. الضابطان الآخران اللذان قتلا هما من رجال الشرطة البحرينية. تم اعتقال 25 مشتبهاً بعلاقتهم بالتفجير. رداً على العنف، صنف مجلس الوزراء البحريني العديد من الجماعات الاحتجاجية على أنها منظمات إرهابية.
في نوفمبر / تشرين الثاني، أُجريت أول انتخابات برلمانية في البحرين منذ بداية الاحتجاجات على الرغم من المقاطعات التي قامت بها المعارضة ذات الأغلبية الشيعية.
قوبلت الاحتجاجات بالغاز المسيل للدموع، واندلعت الاحتجاجات من جديد في أكتوبر/تشرين الأول 2014، كموجة جديدة من المظاهرات، واستمرت يوميا لسنوات. كانت الاحتجاجات اليومية تقام كل يوم لمدة 3 سنوات، من 2011 إلى 2014.
الشيخ علي سلمان، الأمين العام لجمعية الوفاق الوطني الإسلامية، اعتقل في 28 ديسمبر 2014، تستند القضية المرفوعة ضد الشيخ علي سلمان إلى محادثات هاتفية مسجلة أجراها مع رئيس الوزراء ووزير خارجية قطر آنذاك. الشيخ حمد بن جاسم بن جبر آل ثاني، 2011. بتاريخ 4 نوفمبر 2018، حكم عليه بالسجن المؤبد بعد إدانته بتهم تجسس ملفقة. وأدين عضوا الوفاق الآخران علي الأسود والشيخ حسن سلطان غيابيا خلال نفس المحاكمة.

### 2015
وفي مطلع العام، تجمع آلاف المتظاهرين بعد اعتقال زعيم المعارضة البحرينية علي سلمان، وطالبوا بالإفراج عنه، لكن الشرطة ردت على المتظاهرين بتفريقهم بالغاز المسيل للدموع والقنابل المطاطية. وصرح وزير الداخلية البحريني أن «البحرين تمر بمرحلة جديدة، وأن نهاية عام 2014 تعتبر موقعًا أمنيًا مهمًا ومميزًا من حيث طبيعة الأحداث وتنوعها وكيفية تأثيرها على الوضع الأمني». تلا ذلك الحكم على رئيس مجلس شورى جمعية الوفاق جميل كاظم لمدة ستة أشهر. كما صدر حكم بالسجن ستة أشهر بحق رئيس مركز البحرين لحقوق الإنسان نبيل رجب بغرامة 200 دينار بحريني مقابل وقف التنفيذ لحين استئناف الحكم.
وقبل نهاية شهر يناير، أصدرت السلطات مرسوماً بسحب الجنسية من 72 مواطناً بحرينياً، بينهم نشطاء وإعلاميون وكتاب يعيشون في الخارج. غيرت السلطة مكان مسجدين للمسلمين الشيعة ونقلتهما إلى عشرات الأمتار، الأمر الذي أغضب الشيعة الذين يمثلون غالبية السكان. في الذكرى الرابعة لانتفاضة البحرين، خرج متظاهرون في قرى شيعية ورفعوا صور علي سلمان وطالبوا بالإفراج عنه. ردا على ذلك شنت السلطات حملة اعتقالات.

### 2016

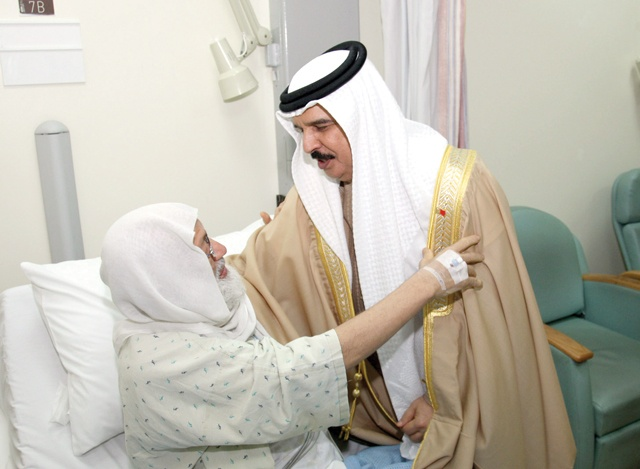
زيارة الملك للشيخ عيسى قاسم عام 2009

ونُفذ حكم الإعدام في السعودية الصادر بحق نمر النمر صباح يوم 2 يناير / كانون الثاني 2016، وتزامن إعدامه مع إعدام 46 آخرين في قضايا تتعلق بالإرهاب. ونُفذت أحكام الإعدام في 12 منطقة بالمملكة العربية السعودية. واتهم النمر بـ «مساعدة الإرهابيين» التي أدت إلى اندلاع احتجاجات في القطيف. واندلعت مظاهرات غاضبة في القرى البحرينية احتجاجا إعدام نمر النمر.
في 20 يونيو 2016، بعد أسبوع من قيام حكومة البحرين بتعليق جمعية الوفاق الشيعية، تم تجريد عيسى قاسم من الجنسية البحرينية. واتهم بيان لوزارة الداخلية الشيخ عيسى قاسم «باستغلال منصبه لخدمة المصالح الأجنبية» و «إثارة الطائفية والعنف». وأعلنت وزارة الداخلية، عند إعلانها عن قرار تجريده من الجنسية البحرينية، أن رجل الدين «تبنى ثيوقراطية وشدد على الولاء المطلق لرجال الدين». واضاف انه على اتصال مستمر مع «المنظمات والاحزاب المعادية للمملكة». يسمح قانون الجنسية البحريني لمجلس الوزراء بإسقاط جنسية أي شخص «يتسبب في الإضرار بمصالح المملكة أو يتصرف بطريقة معادية لواجب الولاء لها». بسبب الاضطهاد على يد النظام السني، انتقل في ديسمبر 2018 إلى العراق.
بعد إسقاط جنسية عيسى قاسم، غضب كثير من الناس، وتجمع حشد من المتظاهرون عند منزل عيسى قاسم بالدراز. ورددوا هتافات «يسقط حمد» و «بالروح بالدم نفديك يا فقيه». كان ثاني موقع يتجمع فيه المتظاهرون بعد دوار اللؤلؤة، الذي دمر في فبراير 2011. استمرت الاحتجاجات لمدة 337 يومًا.
في 17 يوليو، تم حل جمعية الوفاق بشكل نهائي.

### 2017
أعلنت وزارة الداخلية البحرينية، مطلع العام، الأحد، أن مسلحين شنوا هجوماً على سجن جو في البحرين، أسفر عن «فرار عدد من المحكوم عليهم في قضايا إرهابية» ومقتل شرطي. وقالت الوزارة في 9 يناير / كانون الثاني، إنها أحبطت عملية هروب لعناصر إرهابية حاولت الفرار إلى إيران، وأدت إلى مقتل ثلاثة من الهاربين واعتقال آخرين.
في 15 يناير/كانون الثاني 2017، أصدر مجلس الوزراء البحريني حكما بالإعدام رميا بالرصاص على ثلاثة رجال أدينوا بتفجير قنبلة في عام 2014 أسفر عن مقتل ثلاثة من قوات الأمن.

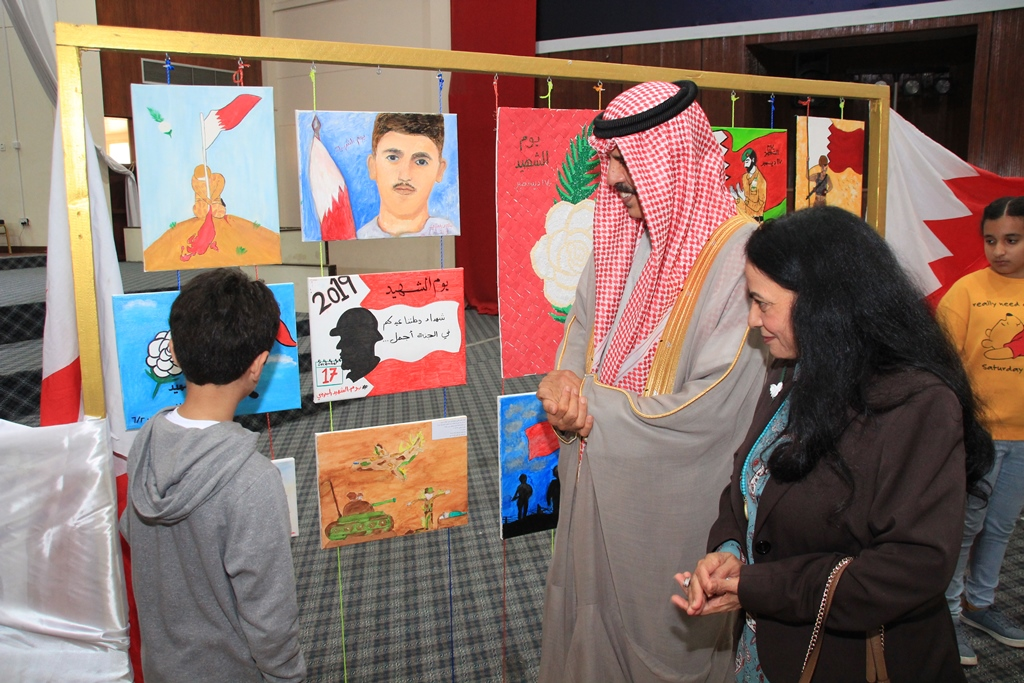
رسم للشهيد مصطفى حمدان في معرض أقامته وزارة التربية والتعليم بقاعة الوزارة بمناسبة يوم الشهيد الرسمي.

في ساعة مبكرة من صباح يوم الخميس 26 يناير/كانون الثاني 2017 شنت مليشيات ما يسمى بجهاز الأمن الوطني هجوماً على المتظاهرين أمام منزل آية الله الشيخ عيسى أحمد قاسم في منطقة الدراز، ما أدى إلى إصابة شخص بجروح خطيرة في الرأس وتوفي يوم الجمعة 24 مارس/آذار.
وفي 23 مايو/أيار هاجمت قوات مرتزقة النظام مجدداً المتظاهرين أمام منزل عيسى قاسم، بحملة عنيفة أدت إلى تفريق جميع المتظاهرين، مما أدى إلى إصابة العشرات وقتل 5 أشخاص. وأصدرت وزارة الداخلية بيانا قالت فيه إن القوات ألقت القبض على 286 شخصا، قائلة إنهم مخالفون، وكثير منهم مطلوبون وخطيرون ومحكومون بقضايا إرهابية.
أغلقت حكومة البحرين بالقوة صحيفة الوسط في 4 يونيو / حزيران 2017، في خطوة وصفتها منظمة العفو الدولية بأنها «حملة شاملة لإنهاء التقارير المستقلة».

### 2018
غرق أربعة شبان، صباح الأربعاء 7 فبراير 2018، في المياه الإقليمية بين البحرين والجمهورية الإسلامية في ايران في ظروف غامضة أثناء محاولتهم الفرار إلى الجمهورية الإسلامية. تم العثور على جثث ثلاثة منهم في 15 فبراير / شباط والأخرى في 5 مارس / آذار، ودُفنوا في قم.
أسقطت حكومة البحرين الجنسية عن 115 شخصًا وحكمت على 53 منهم بالسجن المؤبد بتهم تتعلق بالإرهاب. منذ عام 2012، تم تجريد ما مجموعه 718 فردًا من جنسيتهم البحرينية، بما في ذلك 231 فردًا منذ بداية عام 2018. وفي معظم الحالات، أصبح هؤلاء الأفراد عديمي الجنسية. فيما بعد، طُرد بعضهم قسراً من البحرين.
اعتُقل حكيم العريبي لدى وصوله إلى تايلاند قادماً من أستراليا لقضاء إجازة في نوفمبر 2018 بناءً على «نشرة حمراء» من الإنتربول أصدرتها البحرين، واحتُجز هناك بانتظار ترحيله إلى البحرين، وهو ما عارضه. كانت هناك حملة تحث تايلاند على عدم تسليمه حتى 11 فبراير 2019، عندما أسقط مكتب المدعي العام التايلاندي قضية التسليم المرفوعة ضده بناءً على طلب البحرين. أُعيد إلى أستراليا في اليوم التالي وأصبح مواطنًا أستراليًا في الأسابيع التي تلت ذلك. تم الإبلاغ عن قضيته على نطاق واسع في وسائل الإعلام الرئيسية في جميع أنحاء العالم، وتم مقارنتها بحالة المرأة السعودية رهف محمد، التي تم احتجازها في بانكوك في 5 يناير 2019 في طلب السلطات السعودية بعد فرارها من البلاد، لكن أفرج عنها بعد انتقادات على وسائل التواصل الاجتماعي وتدخل الأمم المتحدة، بعد منحها حق اللجوء في كندا.

### 2019
في 16 أبريل / نيسان، أدانت محكمة بحرينية اليوم 139 شخصًا بتهم الإرهاب في محاكمة جماعية شملت 169 متهمًا، وحكمت عليهم بالسجن لمدد تراوحت بين ثلاث سنوات والسجن مدى الحياة. وإجمالاً، تم تجريد 138 من المدانين بشكل تعسفي من جنسيتهم، وتمت تبرئة 30 آخرين. توضح هذه المحاكمة أيضًا كيف تعتمد السلطات البحرينية بشكل متزايد على سحب الجنسية كأداة للقمع - فقد تم تجريد حوالي 900 شخص من جنسيتهم الآن منذ عام 2012.
أعدمت السلطات البحرينيين اثنين من المتهمين بارتكاب «الإرهاب» رميا بالرصاص فجر السبت 27 يوليو / تموز، كما أعلن النائب العام بالمملكة في بيان، بينما أعدم محكوم ثالث في قضية قتل منفصلة. ولم يذكر النائب العام اسمي البحرينيين فيما قالت منظمات حقوقية إنهما علي العرب (25 عاما) وأحمد الملالي (24 عاما) مطالبة بوقف تنفيذ الحكم. ضدهم. وذكرت مصادر قضائية أنهم من الطائفة الشيعية. وذكر بيان النائب العام أن موضوع القضية الأولى «تمحور حول الانضمام لجماعة إرهابية وارتكاب القتل وحيازة متفجرات وأسلحة نارية تحقيقا لغرض إرهابي». وكان الأشخاص المعنيون قد اعتقلوا في شباط 2017 وصدرت أحكام بحقهم في 31 كانون الثاني 2018، ومنذ ذلك الحين استنفدوا جميع الطعون.

### 2020
في يونيو / حزيران، أُطلق سراح نبيل رجب، رئيس مركز البحرين لحقوق الإنسان المحظور، من السجن تحت المراقبة، بعد أن قضى أربع سنوات لنشره على تويتر تغريدة ينتقد فيها سجل الحكومة في مجال حقوق الإنسان.
قالت امرأة بحرينية، نجاح يوسف، لبي بي سي عربي إنها تعرضت للتعذيب والاغتصاب في مجمع أمني بعد احتجاجها على سباق سيارات الفورمولا 1 في عام 2017، وأكدت ابتسام الصائغ أنها تعرضت لانتهاكات مماثلة في نفس المجمع. بعد بضعة أسابيع.

### 2021
توفي محتجزان داخل السجن بسبب نقص المعاملة في الوقت المناسب وسوء الظروف المعيشية. وتوفي آخر بعد الإفراج عنه وتوجه في رحلة علاج من سرطان الغدة النكفية التي عانى منها بسبب التعذيب والإهمال والضرب المبرح.
وبقي اثنا عشر من أبرز القادة المدنيين والدينيين والسياسيين الشيعة في السجن. كان أحد عشر منهم في السجن منذ عام 2011 لمشاركتهم في مظاهرات معارضة حاشدة في ذلك العام. استمر الشيخ علي سلمان، زعيم أكبر تكتل سياسي قانوني في البحرين بين عامي 2006 و 2011، في قضاء عقوبة بالسجن مدى الحياة في 2018 بناء على تهم مزورة بـ «التجسس» لصالح قطر.

### 2022
قالت هيومن رايتس ووتش إن صربيا سلمت معارضًا سياسيًا بحرينيًا إلى البحرين في الساعات الأولى من يوم 24 يناير / كانون الثاني 2022، على الرغم من أمر أصدرته المحكمة الأوروبية لحقوق الإنسان بحظر تسليمه على وجه التحديد بانتظار مزيد من المعلومات. سبق أن عرّضت السلطات البحرينية المعارض أحمد جعفر محمد (48 عاماً) للتعذيب وسوء المعاملة.

### 2023
في 30 مايو ، أعدمت السلطات السعودية البحرينيين ، صادق ثامر وجعفر سلطان ، بزعم "انضمامهما إلى خلية إرهابية". وخرج مئات البحرينيين إلى الشوارع في عدة مناطق بحرينية احتجاجا على إعدام السلطات السعودية للشابين. وقد تم اعتقال جعفر سلطان وصادق ثامر في 8 مايو 2015 على جسر الملك فهد الذي يربط السعودية والبحرين. ، واتهمتهما السلطات السعودية فيما بعد بالتحضير لتفجير الجسر. ونفى كل من سلطان وثامر التهم الموجهة إليهما معتبرين أنها ذات دوافع سياسية. وثقت منظمات حقوقية تعذيبهم على أيدي قوات الأمن السعودية لانتزاع الاعترافات أثناء الاحتجاز.

## الرقابة والقمع
قال مركز البحرين لحقوق الإنسان إن السلطات البحرينية كانت تحجب مجموعة على فيسبوك تُستخدم في احتجاجات مخططة يوم 14 فبراير / شباط، وأن موقعها الإلكتروني قد حُجب لسنوات عديدة. نبيل رجب، رئيس المركز، قال إن الجماعة «كانت تطالب فقط بالإصلاحات السياسية، والحق في المشاركة السياسية، واحترام حقوق الإنسان، ووقف التمييز الممنهج ضد الشيعة». تم القبض على العديد من المدونين قبل 6 فبراير.
بعد نشر قوات مجلس التعاون الخليجي، صعدت الحكومة من اعتقال المسلمين الشيعة، بما في ذلك العديد من النشطاء الإلكترونيين، مع أكثر من 300 معتقل وعشرات المفقودين، حسبما ذكرت المعارضة في 31 مارس / آذار. قال رجب إن عددا متزايدا من دعاة الإصلاح يختبئون بعد أن تم القبض على المدون الأبرز في البلاد، محمود اليوسف، في اليوم السابق، في 30 مارس / آذار. رغم الإفراج عن اليوسف في 1 أبريل / نيسان، فقد تم اعتقال عدة أشخاص آخرين، منهم عبد الخالق العريبي، وهو طبيب مؤيد للمعارضة يعمل في مستشفى السلمانية.
تم حظر برنامج Google Earth من قبل بعد أن أظهر مواقع ممتلكات العائلة الحاكمة التي قيل إنها أثارت السخط.
في 3 أبريل، منعت السلطات البحرينية نشر صحيفة الوسط، صحيفة المعارضة الرئيسية في البلاد، وحجبت موقعها على الإنترنت. قيل إن هيئة شؤون الإعلام تحقق في مزاعم تعمد المحررين نشر معلومات مضللة. ومع ذلك، في 4 أبريل، استأنفت الصحيفة الطباعة، على الرغم من أن المتحدث الرسمي باسم الحكومة قال إن الصحيفة انتهكت قوانين الصحافة.
في 14 أبريل / نيسان، صرحت وزارة العدل بأنها تسعى لحظر حزب الوفاق وحزب العمل الإسلامي، حليف الوفاق، بسبب «القيام بأنشطة تضر بالسلم الاجتماعي والوحدة الوطنية وتحريض على عدم احترام المؤسسات الدستورية». سرعان ما أثارت وزارة الخارجية الأمريكية مخاوف بشأن هذه الخطط، مما دفع السلطات البحرينية إلى التصريح، بعد يوم واحد، أنها ستؤجل أي إجراء حتى انتهاء التحقيقات في حزب الوفاق.
في أوائل مايو / أيار، زعمت الوفاق أنه رداً على الاحتجاجات، قامت الشرطة البحرينية «بمداهمة ما يصل إلى 15 مدرسة خاصة بالفتيات، واحتجاز وضرب وتهديد باغتصاب فتيات في سن 12 عاماً». وصفت قناة الجزيرة الإنجليزية تصرفات الشرطة بأنها «مداهمات دورية لمدارس الفتيات» وأجرت مقابلة مع الفتاة «هبة» البالغة من العمر 16 عامًا والتي تم أخذها من مدرستها مع ثلاثة تلاميذ آخرين وتعرضت للضرب المبرح خلال ثلاثة أيام من احتجاز الشرطة.
بحلول منتصف مايو، دمرت السلطات البحرينية 28 مسجدًا ومبنى دينيًا شيعيًا ردًا على الاحتجاجات المناهضة للحكومة، وفقًا لقناة الجزيرة الإنجليزية والصحفي روبرت فيسك. وذكرت وزارة العدل أن المساجد دمرت لأنها غير مرخصة. صرح عادل المعاودة، النائب الأول لرئيس مجلس النواب البحريني، أن المباني المدمرة كانت في الغالب «ليست مساجد» لأنها «توسعات للمساجد في بعض المناطق الخاصة»، وأن بعض المساجد التي دمرت كانت مساجد سنية.
في سبتمبر / أيلول، حكم على عشرين طبيبا بحرينيا اعتقلوا بسبب علاج المتظاهرين في مجمع السلمانية الطبي بالسجن لمدة تصل إلى عشرين عاما بتهمة النشاط المناهض للحكومة. استنكر المجتمع الدولي على الفور الأحكام، قائلاً إنها أظهرت استخفافًا بحقوق الإنسان وانتهاكًا لمبدأ الحياد الطبي.
في أكتوبر / تشرين الأول، ألغت الحكومة البحرينية الإدانات والمحاكمات المجدولة في المحاكم المدنية، وهي مستمرة. على الرغم من الوعود بمزيد من الشفافية، حرمت الحكومة البحرينية العديد من نشطاء حقوق الإنسان من الوصول إلى المحاكمة، بما في ذلك ريك سولوم، نائب مدير أطباء من أجل حقوق الإنسان.

### أحكام الإعدام

#### محمد رمضان
نظام آل خليفة في البحرين، رفض عن عمد لأكثر من عامين التحقيق في الشكاوى المتعلقة بتعذيب محمد رمضان - وهو أب لثلاثة أطفال محكوم عليه بالإعدام وتعرض للتعذيب للإدلاء باعتراف كاذب.
في فبراير 2014، تم القبض على محمد في مطار البحرين الدولي، حيث كان يعمل ضابط شرطة. وقد اتُهم بالتورط في هجوم على ضباط شرطة آخرين، على الرغم من الافتقار التام للأدلة التي تربطه بالجريمة. في الواقع، محمد رجل بريء اعتقل انتقاما من مشاركته في مظاهرات سلمية مؤيدة للديمقراطية.
بعد اعتقاله، تعرض محمد للتعذيب الوحشي على يد الشرطة للتوقيع على اعتراف كاذب، على الرغم من براءته. أثناء اعتقاله الأولي، قال ضباط الشرطة لمحمد صراحة إنهم يعرفون أنه بريء، لكنهم عاقبوه كخائن لحضوره مظاهرات مؤيدة للديمقراطية.
طوال فترة احتجازه بالكامل، لم يُسمح لمحمد مطلقًا بمقابلة محاميه. كان اليوم الذي بدأت فيه محاكمة محمد أول مرة يرى فيها وجه محاميه. في تلك المحاكمة، أدين وحُكم عليه بالإعدام على أساس الاعترافات التي انتُزعت من خلال التعذيب المطول فقط تقريبًا.
طعن فريق الأمم المتحدة العامل المعني بالاحتجاز التعسفي في اعتقال محمد مع ناشط آخر، حسين موسى. تدعي هيئة الرقابة التابعة للأمم المتحدة أن محمد معتقل على أساس تمييزي بعد رأيه السياسي النقدي ضد النظام البحريني ومشاركته في الاحتجاجات المؤيدة للديمقراطية. ووصف متحدث باسم الحكومة التقرير الذي أعدته هيئة المراقبة التابعة للأمم المتحدة بأنه «أحادي الجانب ومضلل» مدعيا أن الصحة الجسدية والنفسية للسيد رمضان في خطر.

#### سبعة رجال محكوم عليهم بالإعدام (2016)
نشرت منظمة «ريبريف» (Reprieve) المدافعة عن حقوق الإنسان تقريراً استقصائياً حول التورط البريطاني في فظائع النظام البحريني في عام 2016. ويقول التقرير إن سبعة رجال أبرياء يواجهون عقوبة الإعدام في البحرين بعد تعرضهم للتعذيب لانتزاع اعترافات كاذبة بجرائمهم.

#### سامي مشيمع وعلي السنكيس وعباس السميع (2017) تم التنفيذ
في 15 يناير 2017، أصدر مجلس الوزراء البحريني حكماً بالإعدام على ثلاثة متظاهرين شيعة أدينوا بتدبير هجوم بالقنابل أسفر عن مقتل شرطي إماراتي من قوة درع الجزيرة وشرطيين بحرينيين في 3 مارس 2014. سامي مشيمع البالغ من العمر 42 عامًا علي السنكيس (21 عاما) وعباس السميع (27 عاما)، اعترفوا بتدبير التفجير وتم إعدامهم رميا بالرصاص.
وفقًا لمنظمة أمريكيون من أجل الديمقراطية وحقوق الإنسان في البحرين، اعتقلت قوات الأمن البحرينية سامي مشيمع في مارس 2014 واحتجزته بمعزل عن العالم الخارجي لمدة 11 يومًا على الأقل. عرّض مسؤولو الأمن مشيمع للضرب، والصعق بالكهرباء، والاعتداء الجنسي، وإلحاق أضرار بالغة بأسنانه الأمامية. تعتقد أسرة مشيمع أنه أُجبر على الاعتراف بالإكراه من خلال التعذيب. أثارت إعدامات سامي مشيمع وعلي السنكيس وعباس السميع احتجاجات من أعضاء المعارضة في البحرين.

#### علي العرب وأحمد الملالي (2019) تم التنفيذ
في 27 يوليو / تموز 2019، أعدمت السلطات شخصين، علي العرب (25 عامًا) وأحمد الملالي (24 عامًا). وجاء في بيان النائب العام أن موضوع القضية الأولى «تمحور حول الانضمام لجماعة إرهابية والقتل وحيازة متفجرات وأسلحة نارية لغرض إرهابي». تم القبض على الأشخاص المعنيين في فبراير 2017 وحكم عليهم في 31 يناير 2018، ومنذ ذلك الحين استنفدوا جميع الاستئنافات.

### عمليات الطرد
ذكرت صحيفة الوسط في 12 أبريل/نيسان العدد رقم. 3139، طلبت أجهزة الأمن البحرينية من ستة عشر لبنانيًا مغادرة البلاد. ولم يتم إعطاء تفاصيل أو أسباب لهذا الطلب.
ومع ذلك، زعمت الحكومة البحرينية في تقرير سري إلى الأمم المتحدة في أبريل / نيسان 2011 أن منظمة حزب الله اللبنانية، التي تعتبرها الولايات المتحدة جماعة إرهابية، موجودة في البحرين وتشارك بنشاط في تنظيم الاضطرابات.
في يوليو 2014 طردت البحرين مساعد وزيرة الخارجية الأمريكية للديمقراطية وحقوق الإنسان والعمل، توم مالينوفسكي، بعد أن التقى بأعضاء جماعة المعارضة الشيعية الرائدة، الوفاق، وهي خطوة قالت وزارة الخارجية البحرينية إنها تدخلت في الشؤون الداخلية للبلاد ". في السابق، في مايو 2011، استهدفت مواقع وصحف موالية للحكومة مسؤول حقوق الإنسان بالسفارة الأمريكية، لودوفيك هود، ونشرت معلومات حول مكان إقامته وعائلته بعد اتهامه بالتدريب واستفزاز المظاهرات، كونه صهيونيًا ويعمل بالتعاون مع حزب الله. تم تصوير هود وهو يوزع الكعك على المتظاهرين خارج السفارة الأمريكية في البحرين. سحبت الحكومة الأمريكية فيما بعد هود من البحرين.

### السجن
من بين أبرز شخصيات المعارضة، دخلت عائلة الخواجة السجن وخرجت منه بشكل متقطع، حتى قبل بدء الانتفاضة. منذ بداية الانتفاضة، تمت محاكمة عبد الهادي الخواجة، الرئيس السابق لمركز البحرين لحقوق الإنسان، لدوره في الانتفاضة. في 22 يونيو / حزيران، حُكم عليه بالسجن المؤبد. وبناته وأصهاره يدخلون السجن ويخرجون منه بشكل متقطع منذ الحملة القمعية المضادة للثورة من قبل الحكومة.
كما أُدينن آيات القرمزي بتهمة تنظيم احتجاجات وتجمع في دوار اللؤلؤة وقراءة قصيدة تنتقد سياسة الحكومة. وقال المتحدث باسمها الشيخ عبد العزيز بن مبارك إن القصيدة «أثارت التحريض والكراهية لجلالة الملك ولرئيس الوزراء» بعبارات مثل «نحن أناس يقتلون الذل» و «يغتالون البؤس».
احتُجز محامي حقوق الإنسان محمد التاجر في 16 أبريل / نيسان 2011، على ما يبدو لتقديمه الدعم القانوني لنشطاء آخرين معتقلين. واحتُجز بمعزل عن العالم الخارجي لمدة شهرين قبل اتهامه بالتحريض على كراهية النظام والانخراط في احتجاجات غير قانونية وتحريض الناس على إيذاء الشرطة. تم الإفراج عنه في 7 أغسطس / آب، على الرغم من عدم إسقاط التهم الموجهة إليه.
وحتى 22 مايو / أيار، تم الإفراج عن 515 محتجزاً  وأُفرج عن أكثر من 140 في 9 أغسطس / آب.
أكمل المدافع عن حقوق الإنسان الخواجة، الذي بلغ 60 عامًا في 5 أبريل 2021، 10 سنوات في نفس الشهر منذ اعتقاله في 9 أبريل 2011 بعد دعوة لانتفاضة سياسية في احتجاجات الربيع العربي. خلال فترة سجنه، تعرض الخواجة للاعتداء الجسدي والجنسي وتعذيب ممنهج تلاه حبس انفرادي. بمناسبة عيد ميلاده الستين، دعت 10 منظمات حقوقية دولية إلى الإفراج الفوري وغير المشروط عنه من السجن. وفقًا لتقرير مشترك صادر عن مركز البحرين لحقوق الإنسان ومركز الخليج لحقوق الإنسان، فإن مرتكبي الإيذاء النفسي والجسدي على الخواجة لم يتم تحميلهم مطلقًا المسؤولية.

### التعذيب
وُصف التعذيب أثناء الانتفاضة في العديد من تقارير حقوق الإنسان بأنه واسع النطاق ومنهجي. أفاد 64٪ من المعتقلين (1866 فردًا) أنهم تعرضوا للتعذيب. مات على الأقل خمسة أفراد نتيجة لذلك. أثناء الانتفاضة تم استجواب المعتقلين من قبل ثلاث جهات حكومية، وزارة الداخلية وجهاز الأمن الوطني وقوة دفاع البحرين. طبقاً لتقرير اللجنة البحرينية المستقلة لتقصي الحقائق (BICI)، فإن الإساءات الجسدية والنفسية تم ارتكابها من قبل وكالة الأمن الوطني ووزارة الداخلية على أساس منهجي وفي العديد من الحالات ترقى إلى مستوى التعذيب. تقنيات مشابهة لتلك التي استخدمت أثناء قمع انتفاضة التسعينيات كمؤشر على «مشكلة منهجية، لا يمكن معالجتها إلا على مستوى منهجي».

### استخدام المرتزقة
على مدى عقود، تقوم السلطات البحرينية بتجنيد رعايا أجانب سنة في قوات الأمن من دول مختلفة، منها مصر، الأردن وسوريا والعراق (البعثيون) واليمن وباكستان (البلوش) لمواجهة أي حركة شعبية تأتي عادة من الأغلبية الشيعية. في عام 2009، زعم مركز البحرين لحقوق الإنسان أن 64 بالمائة من موظفي جهاز الأمن الوطني هم من الأجانب وأن 4 بالمائة فقط هم من الشيعة. يشكل الباكستانيون بشكل أساسي من بلوشستان 30 بالمائة من قوات الأمن البحرينية وعادة ما يتم تجنيدهم عن طريق مؤسسة فوجي. البحرينيون، الجزيرة الإنجليزية، هندوستان تايمز، مجلة تايم وبروس ريدل أشارت إليهم بالمرتزقة. تعترف الحكومة البحرينية بأنها تجند الأجانب في قوات الأمن، رغم أنها لا تصفهم بالمرتزقة. وقال وزير الداخلية راشد بن عبد الله آل خليفة «ليس لدينا مرتزقة. لدينا عمال خدموا في وزارة الداخلية منذ سنوات عديدة وبعضهم تم تجنيسهم وأبناؤهم يعملون في الوزارة».
خلال الانتفاضة، كان ترحيل السوريين والباكستانيين العاملين مع قوات الأمن أحد الأهداف الرئيسية للمتظاهرين. وكان أحد شعاراتهم ضد توظيف باكستانيين في شرطة مكافحة الشغب. وهتفوا «لا أمن عندما تأتي الشرطة من باكستان». بعد شهر من اندلاع الانتفاضة، أعلنت وزارة الداخلية توفير 20 ألف وظيفة في قوات الأمن للبحرينيين، بمن فيهم المتظاهرون. واعتبرت الخطوة خطوة تلبية لمطالب المحتجين. ومع ذلك، انتشرت في وسائل الإعلام الباكستانية إعلانات «الحاجة الملحة» في الحرس الوطني والقوات الخاصة وشرطة مكافحة الشغب.
وسبق ظهور الإعلانات «رحلتان هادئتان» إلى باكستان قام بهما بندر بن سلطان، الذي يشغل الآن منصب مدير عام وكالة المخابرات السعودية. وفي وقت لاحق قام وزير خارجية البحرين خالد بن أحمد آل خليفة وقائد الحرس الوطني بزيارة مماثلة. عندها فقط بدأت الإعلانات في الظهور. قالت الحكومة الباكستانية إنها «لا علاقة لها» بعمليات التجنيد هذه، لأنها تتم عبر «قنوات خاصة». مع ذلك، أفادت وكالة الأنباء الإيرانية أنه في أغسطس / آب 2011، وافق آصف علي زرداري، رئيس باكستان، على إرسال المزيد من القوات الباكستانية إلى البحرين أثناء زيارته للبلاد التي استمرت ليوم واحد. كما أفادت صحيفة جاكرتا بوست أن الحكومة البحرينية حاولت توظيف مرتزقة ماليزيين.
قدرت مصادر الجزيرة الإنجليزية أن عدد شرطة مكافحة الشغب والحرس الوطني قد ارتفع بنسبة تصل إلى 50 في المائة بعد تجنيد ما لا يقل عن 2500 باكستاني في أبريل ومايو 2011. وفقًا لنبيل رجب، الحجم الدقيق للزيادة غير معروف، لكنه قال إن العدد كان «أكثر بكثير من 1500 أو 2000». قدرت وزارة الخارجية الأمريكية حجم الحرس الوطني في عام 2011 بـ 1200. بعد المتطلبات ازداد حجمها بنحو 100 بالمائة.
وكان ضباط أجانب من بين قوات الأمن التي أمرت بمهاجمة المتظاهرين. ذكر تقرير اللجنة البحرينية المستقلة لتقصي الحقائق أن ضباط من أصول باكستانية مسؤولون عن إساءة معاملة المحتجزين. «تعرض للضرب والتعذيب والتعليق. خلال الأيام الثلاثة الأولى، تم تجريده من ملابسه والاعتداء عليه جنسياً، بالإضافة إلى حرمانه من النوم ... من أصل باكستاني»، ذكر التقرير.
انتقدت جماعات حقوق الإنسان البحرينية وأحزاب المعارضة بشدة تجنيد المرتزقة في قوات الأمن البحرينية. قال نبيل رجب "قيل لهم إنهم سيذهبون إلى الجهاد في البحرين لقتل بعض غير المسلمين أو الكفار أو الشيعة ... وربما يكون هؤلاء مسؤولون عن الكثير من القتل والكثير من عمليات القتل الممنهجة". التعذيب وانتهاكات حقوق الإنسان التي ارتكبت في الأشهر والسنوات الماضية ". ربط مايكل ستيفنس، من المعهد الملكي للخدمات المتحدة، تجنيد المرتزقة في قوات الأمن البحرينية بانعدام ثقة الحكومة في مواطنيها. وقال: "لذا فهم يعتمدون على مجندين أجانب لتنفيذ أوامر بقمع الاحتجاجات بالعنف". قال بروس ريدل، الخبير الأمريكي البارز في شؤون جنوب آسيا، "عندما بدأت المظاهرات الخطيرة للغاية وبدا أن النظام قد يُطيح به في مرحلة معينة، ارتفع معدل توظيفهم للمرتزقة".

## ضحايا
اعتبارًا من 2014، أدت الانتفاضة إلى مقتل حوالي 164 شخصًا. من الصعب تحديد عدد الإصابات بسبب تضييق الحكومة على المستشفيات والعاملين في المجال الطبي. آخر تقدير دقيق للإصابات هو من 16 مارس 2011 ويجلس في حوالي 2708. خلصت اللجنة البحرينية المستقلة لتقصي الحقائق إلى أن العديد من المعتقلين تعرضوا للتعذيب ولأشكال أخرى من الإيذاء الجسدي والنفسي أثناء احتجازهم لدى الشرطة، مما أدى إلى وفاة خمسة معتقلين. خلص تقرير اللجنة البحرينية المستقلة لتقصي الحقائق إلى أن الحكومة مسؤولة عن 20 حالة وفاة (نوفمبر 2011). ويقول نشطاء المعارضة إن العدد الحالي يبلغ نحو 160 بينهم 34 شخصًا يُزعم أنهم لقوا حتفهم نتيجة الاستخدام المفرط للغاز المسيل للدموع.

### الإصابات
العدد الإجمالي للجرحى منذ بداية الانتفاضة غير معروف. ويرجع ذلك إلى خوف المتظاهرين من التعرض للاعتقال أثناء تلقيهم العلاج في المستشفيات من الإصابات التي لحقت بهم أثناء الاحتجاج. اعتبارًا من 16 مارس 2011، كان العدد الإجمالي، على الأقل 2708. عالجت منظمة أطباء بلا حدود 200 إصابة أخرى خارج المستشفيات، ليصبح المجموع 2908. قال طبيب طلب عدم ذكر اسمه إنه يعالج سرا حوالي 50 متظاهرا مصابا أسبوعيا (حوالي 2500 متظاهر في السنة). بالإضافة إلى ذلك، ادعى وزير الداخلية راشد بن عبد الله آل خليفة أن 395 ضابط شرطة أصيبوا، أربعة منهم «اختطفوا وعذبوا».

### الوفيات

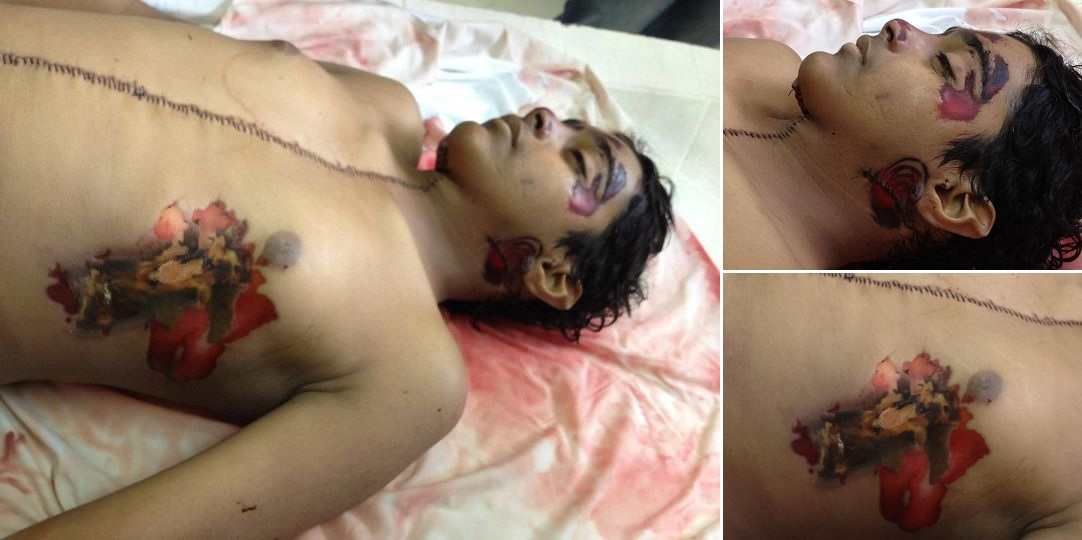
الحروق في جسد سيد هاشم التي أحدثتها عبوة غاز مسيل للدموع.

وجدت اللجنة البحرينية المستقلة لتقصي الحقائق أن هناك 35 حالة وفاة بين 14 فبراير و 15 أبريل 2011 مرتبطة بالانتفاضة. وجدت اللجنة أن الحكومة مسؤولة عن 20 من هذه الوفيات، والمتظاهرين المسؤولين عن 3، والجماهير مسؤولة عن 2. لم تستطع اللجنة أن تنسب الوفيات العشر المتبقية إلى الجاني. بالإضافة إلى ذلك، وجدت اللجنة أن هناك 11 حالة وفاة أخرى يحتمل أن تكون مرتبطة بالانتفاضة بين 16 أبريل و 6 أكتوبر 2011. بين 7 أكتوبر 2011 و 5 أبريل 2012، أبلغ مركز البحرين لحقوق الإنسان (BCHR) عن 32 حالة وفاة مرتبطة بالانتفاضة، لما مجموعه 78 حالة وفاة. العدد الإجمالي، بعد جميع الحوادث ذات الصلة، حتى تلك التي لم يتم ذكرها في تقرير اللجنة البحرينية المستقلة لتقصي الحقائق ومركز البحرين لحقوق الإنسان هو 90 حالة وفاة اعتبارًا من 21 أبريل 2012.

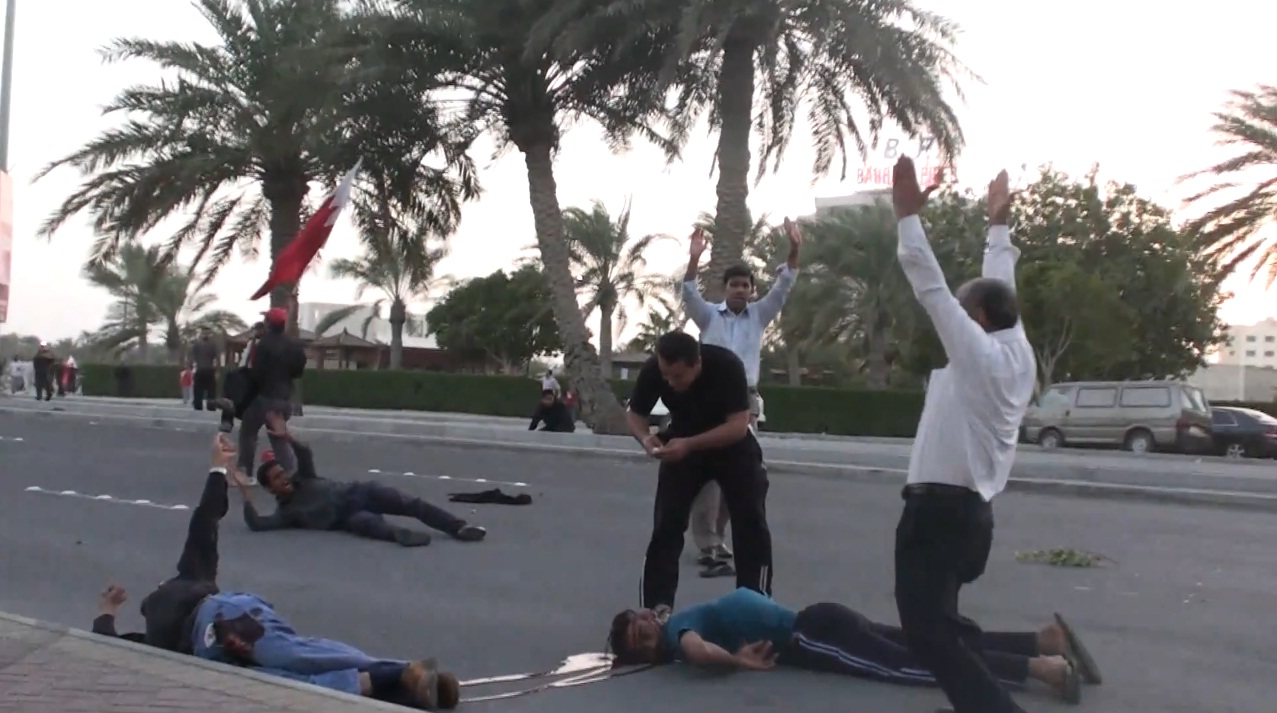
إصابة عبد الرضا بوحميد برصاصة في رأسه من قبل الجيش مما أدت إلى وفاته

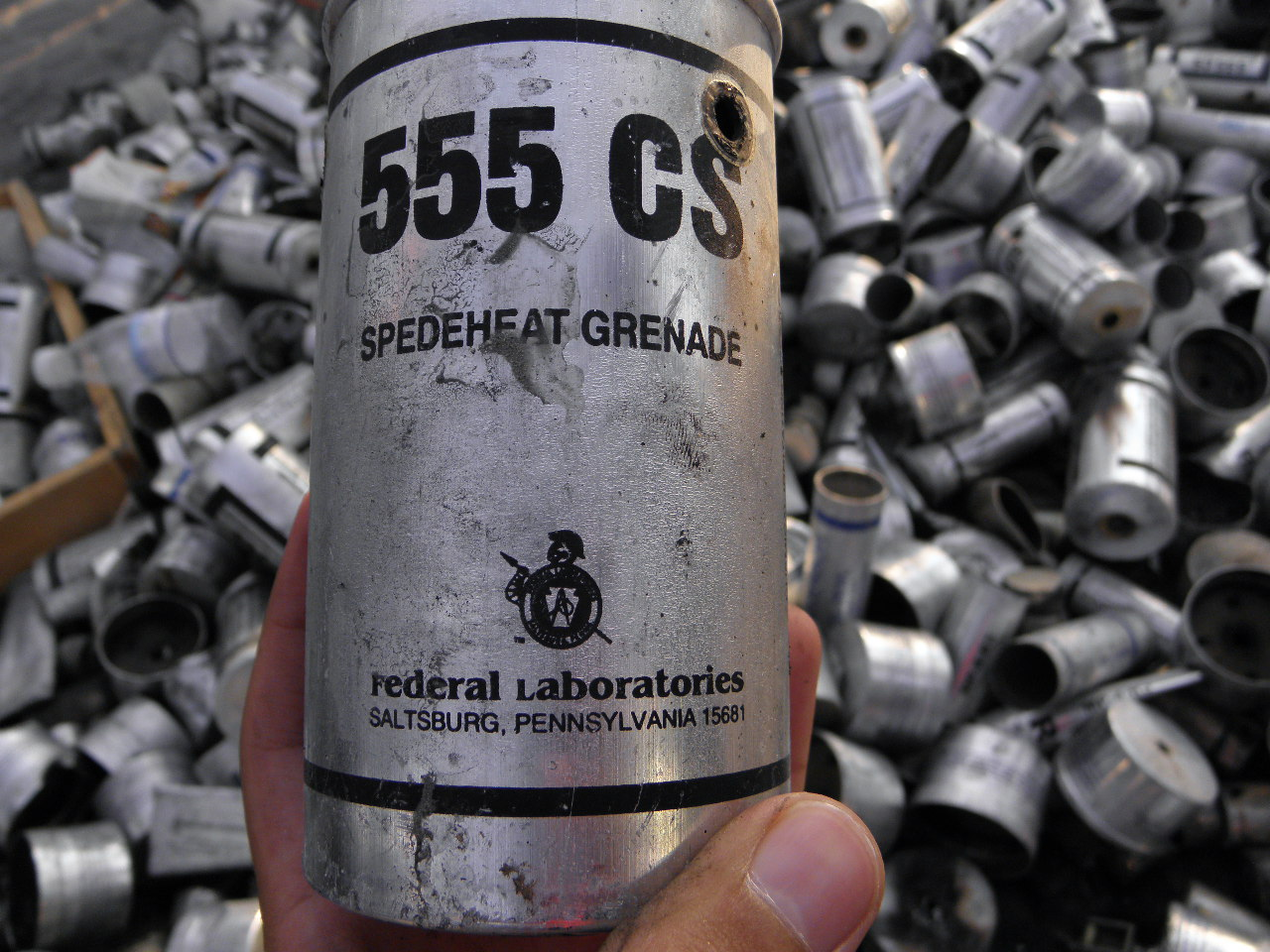
عبوة غاز مسيل للدموع فارغة أمريكية الصنع

ذكرت صحيفة جلف ديلي نيوز البحرينية أن المتظاهرين المناهضين للحكومة هاجموا وقتلوا سائق سيارة أجرة مسن في 13 مارس / آذار. وذكرت صحف محلية أخرى أنه تعرض للضرب حتى الموت على أيدي «الإرهابيين». نقلت صحيفة الوسط البحرينية المستقلة عن شهود قولهم إن سائق التاكسي توفي في حادث مروري. ولم تبلغ اللجنة البحرينية المستقلة لتقصي الحقائق عن أي حالة وفاة مرتبطة بالاضطرابات. بالإضافة إلى ذلك، ذكر تقرير لوكالة أسوشيتد برس، نقلاً عن مسؤول أمني لم يذكر اسمه في المملكة العربية السعودية، أن جنديًا سعوديًا قُتل برصاص المتظاهرين في البحرين في 15 مارس / آذار. نفى تلفزيون البحرين الحكومي هذا التقرير، ولم تبلغ اللجنة عن أي حالة وفاة مماثلة مرتبطة بالاضطرابات.

#### وفيات ملحوظة
- علي عبد الهادي مشيمع
- فاضل سلمان علي المتروك
- الخميس الدامي
- كريم فخراوي
- زكريا العشيري
- علي جواد الشيخ
- أحمد جابر القطان

## التغطية الإعلامية للإنتفاضة
كانت تغطية الانتفاضة داخل البحرين مثيرة للجدل ومربكة، مع العديد من الحوادث حيث ذكرت وسائل الإعلام تقارير متضاربة عن الوفيات والعنف من قبل القوات الحكومية والمتظاهرين المناهضين للحكومة. واجه الصحفيون الوطنيون والدوليون صعوبة في الوصول إلى الاحتجاجات، وتسببت مزاعم التحيز في فضائح في مصدرين عربيين جديدين بارزين، الجزيرة والعربية.

### التغطية الدولية

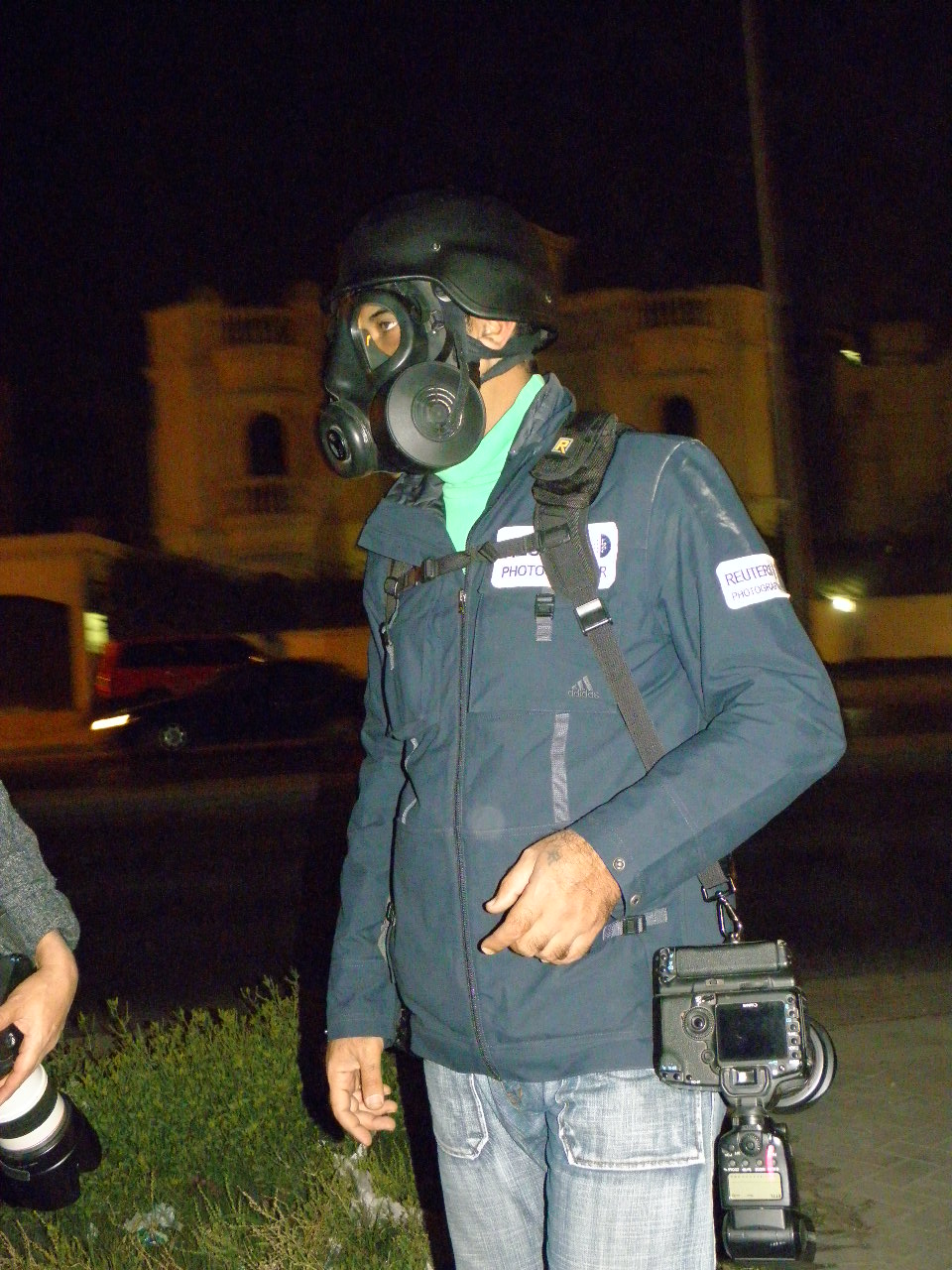
مصور رويترز حمد محمد يرتدي قناع غاز أثناء تغطيته لاحتجاج

واجه المراسلون الدوليون من العديد من المنافذ الإخبارية الكبرى صعوبة في الدخول إلى البحرين أو، بمجرد وصولهم، تمتعوا بحرية متابعة الأخبار. تسرد هيئة شؤون المعلومات (IAA) عددًا من المنافذ الإعلامية التي سيسمح لها بدخول البحرين، بما في ذلك البي بي سي وفاينانشال تايمز ووكالات الأنباء مثل رويترز وأسوشيتد برس. ومع ذلك، بدعوى أن وسائل الإعلام الغربية نشرت وبثت تقارير كاذبة ومتحيزة، رفضت حكومة البحرين منح التأشيرات للعديد من الصحفيين الدوليين. تقدمت وكالة فرانس برس (وكالة الصحافة الفرنسية) ونيويورك تايمز ووول ستريت جورنال وكريستشن ساينس مونيتور والقناة الرابعة البريطانية والجزيرة بطلب للحصول على تأشيرات إعلامية ولكن تم رفض طلباتهم.
بالإضافة إلى رفض منح التأشيرات، احتجزت السلطات البحرينية عدة صحفيين. في 31 مارس 2011، تم اعتقال أربعة صحفيين من سي إن إن بتهمة عدم حيازتهم وثائق مناسبة. ذكر الصحفيون أنهم يمتلكون بالفعل الوثائق الصحيحة، ومع ذلك، لم يتمكنوا من إجراء المقابلات التي حددوها بسبب خوف مصدرهم من التعرض للاعتقال. عندما حاول نفس الصحفيين مقابلة رئيس مركز البحرين لحقوق الإنسان، نبيل رجب، في منزله، وصلت ست عربات عسكرية و 20 ملثمًا حاصروا فريق سي إن إن ونبيل رجب وحذفوا جميع الصور. تم طرد مراسل سي إن إن آخر، محمد جمجوم، من البحرين في 16 مارس، وهو نفس اليوم الذي وصل فيه. قال إنه طُلب منه المغادرة دون أي تفسير ورافقه مسؤول حكومي إلى المطار. أنتجت سي إن إن فيلمًا وثائقيًا عن استخدام تكنولوجيا الإنترنت ووسائل التواصل الاجتماعي في الربيع العربي، بما في ذلك مقطع مدته 13 دقيقة عن الانتفاضة البحرينية التي تحدثت عن السلوك القمعي من قبل الحكومة ؛ بثت سي إن إن الفيلم الوثائقي مرة واحدة فقط في الولايات المتحدة وليس على شبكة سي إن إن انترناشيونال على الإطلاق.
تم طرد مراسل رويترز فريدريك ريشتر في 10 مايو / أيار بسبب ما وصفته الحكومة البحرينية بأنه تقارير متحيزة. في مناسبتين على الأقل، بدأت الحكومة البحرينية إجراءات قانونية أو أعلنت عنها ضد مصادر إخبارية أو مراسلين بسبب مقالات تستهدف البحرين والمملكة العربية السعودية.
نشرت حركة أحرار البحرين على موقعها على الإنترنت أنه في الأسبوع الثاني من فبراير / شباط، مُنع العديد من الصحفيين من دخول البلاد للإبلاغ عن تدهور الوضع - خاصة وأن النظام زاد من قمعه ضد المتظاهرين.
من أجل تقييم حالة حرية التعبير في البلاد، كان من المفترض أن يقوم وفد من المنظمات غير الحكومية الدولية بزيارة من 5 إلى 10 مايو 2012. وقد حصل الوفد على إذن من الحكومة البحرينية في 11 أبريل. ومع ذلك، سحبت الحكومة تصريحها في 30 أبريل / نيسان، مدعية أن اللوائح الجديدة سارية المفعول التي منعت وجود أكثر من منظمة غير حكومية دولية واحدة في أي أسبوع واحد. كان من المقرر أن يتألف الوفد من ممثلين عن منظمات غير حكومية، بما في ذلك مراسلون بلا حدود، فريدم هاوس، مركز الخليج لحقوق الإنسان، مؤشر الرقابة، نادي القلم الدولي ولجنة حماية الصحفيين.
في يونيو 2012، اعترفت بي بي سي بارتكاب "أخطاء كبيرة" في تغطيتها للاضطرابات. في تقرير مؤلف من 89 صفحة، تم تخصيص 9 صفحات لتغطية بي بي سي للبحرين وتضمنت اعترافات بأن بي بي سي "قللت من أهمية الجانب الطائفي للصراع" و "لم تنقل بشكل كاف وجهة نظر مؤيدي النظام الملكي" من خلال "[فشل] للإشارة إلى محاولات ولي العهد صاحب السمو الملكي الأمير سلمان بن حمد آل خليفة إقامة حوار مع المعارضة ". وأضاف التقرير أنه "يبدو أن الحكومة بذلت جهودًا حسنة النية لتهدئة الأزمة" على وجه الخصوص خلال الفترة التي انخفضت فيها تغطية بي بي سي للاضطرابات بشكل كبير، واشتكى الكثير من الناس من أن تغطيتهم كانت "واحدة تمامًا". على جانب ".
تواصل وسائل الإعلام المرتبطة بمجلس التعاون الخليجي وصف الأغلبية الشيعية المعارضين للنظام السني الحاكم بأنهم «إرهابيون» و «فوضويون» و «مثيري شغب». في الوقت نفسه، يتم تقديم النظام البحريني على أنه غير طائفي ومتسامح ورحيم.

### جدل سي إن إن
في 29 سبتمبر 2012، وصفت الصحفية الأمريكية آمبر ليون، التي كانت تغطي الانتفاضة لصالح شبكة سي إن إن، تحقيقها في كيفية ارتكاب البحرين، حليفة الولايات المتحدة، انتهاكات لحقوق الإنسان، لكنها قالت إن سي إن إن والحكومة الأمريكية ضغطوا عليها لقمع الأخبار. فلم يتم بث فيلم وثائقي كانت تعمل فيه.

### جدل الجزيرة
على الرغم من التغطية الواسعة، وأحيانًا حتى المستمرة للثورات في تونس ومصر، كانت تغطية الجزيرة للبحرين أقل شمولية.
في فبراير 2011، استقال العديد من الموظفين الرئيسيين في مكتب الجزيرة في بيروت احتجاجًا، مشيرين إلى تغطية القناة «المنحازة» للانتفاضات في سوريا والبحرين. ويشمل ذلك مدير المكتب الإداري حسن شعبان والمراسل علي هاشم. وذكر هاشم أن القناة رفضت عرض صور قد تكون في صالح الحكومة السورية ولن تبث مواد تظهر العنف في البحرين.[بحاجة لمصدر]
قال غسان بن جدو، الذي كان رئيسًا لمكتب بيروت قبل استقالته في أبريل 2011، إن الجزيرة كانت منحازة في تغطية الربيع العربي، لا سيما في سوريا والبحرين.[بحاجة لمصدر]
أشار أسعد أبو خليل في جامعة ولاية كاليفورنيا، أستاذ السياسة في ستانيسلاوس، إلى أن قناة الجزيرة تجنبت دعوة منتقدي النظام البحريني البحرينيين أو العمانيين أو السعوديين للتحدث على الهواء، في إشارة إلى التغطية الضئيلة للاحتجاجات في عمان والسعودية.
في أبريل 2011، أشار ديفيد بولاك من معهد واشنطن لسياسة الشرق الأدنى إلى أن «الجزيرة العربية لم تبلغ عن تصلب المعارضة البحرينية في 8 مارس، عندما دعا التحالف من أجل جمهورية بحرينية إلى إنهاء النظام الملكي.، ولم تغطي الاحتجاجات التي جرت هناك في 9 و 10 مارس و 13، وهي الأيام الحرجة التي أدت إلى قرار المملكة العربية السعودية إرسال قوات إلى البحرين». في أحد الأمثلة المتطرفة، أشار بولاك إلى أن الجزيرة الإنجليزية كانت لديها في وقت من الأوقات صورة للقوات السعودية متجهة عبر الجسر الذي يربط بين المملكة العربية السعودية والبحرين، بينما نشرت قناة الجزيرة العربية عنوانًا مختلفًا تمامًا حيث أعلن أن «حكومة البحرين ترفض التدخل الأجنبي» - في إشارة إلى الرفض التدخل الإيراني.
في عام 2010، ذكرت وثيقة ويكيليكس قناة الجزيرة عدة مرات. وكشفت إحدى هذه الوثائق أن الحكومة القطرية أشارت إلى قناة الجزيرة على أنها «أداة مساومة لإصلاح العلاقات مع الدول الأخرى، لا سيما تلك التي توترت بسبب بث قناة الجزيرة، بما في ذلك الولايات المتحدة». وهذا ما أكدته وثيقة أخرى من ويكيليكس تنص على أن «العلاقات [بين قطر والمملكة العربية السعودية] تتحسن بشكل عام بعد أن خففت قطر من حدة الانتقادات الموجهة إلى آل سعود على قناة الجزيرة». وأشارت وثيقة أخرى على موقع «ويكيليكس» إلى أن قناة الجزيرة «أثبتت نفسها كأداة مفيدة للسادة السياسيين في المحطة».[وصلة مكسورة]
قالت قيادة الجزيرة لرويترز في منتصف أبريل 2011 إنها تواجه «تضاريس صعبة» في البحرين وأن «أولويات التحرير يتم تقييمها على عدد من العوامل في أي لحظة».
وأكد الصحفي دون ديبار، صاحب تجربة قناة الجزيرة، أن القناة قد استرشدت بشدة من قبل الحكومة القطرية في سياساتها. جاء فيه: «استقال رئيس المكتب في بيروت، واستقال العديد من الأشخاص الآخرين بسبب التغطية المنحازة واليد الصريح للحكومة في إملاء السياسة التحريرية على ليبيا، والآن سوريا».[بحاجة لمصدر]
لاحظ النقاد أن تغطية الجزيرة للأزمة في البحرين قد زادت في مايو ويونيو 2011 واعترفوا بأن القيود الصارمة على الصحافة في البحرين جعلت التغطية صعبة للغاية.
تم الإعلان عن قناة الجزيرة التي تتخذ من قطر مقراً لها باعتبارها واحدة من الشبكات القليلة التي قدمت تغطية شاملة وغير منحازة للثورتين التونسية والمصرية. يعود الفضل إلى الشبكة على نطاق واسع في مساعدة الاحتجاجات في الحفاظ على الزخم الذي أدى إلى الإطاحة بنظامي زين العابدين بن علي في تونس وحسني مبارك في مصر. تمكنت الجزيرة من تقويض الحظر الحكومي على تغطيتها من خلال التماس الصور من الأشخاص على الأرض، وحتى تزويدهم بعنوان خاص يمكنهم من خلاله إرسال صور الهاتف المحمول. عندما بدأت الاضطرابات الاجتماعية في اليمن وحولت الجزيرة تركيزها إلى الشرق، اتهم الرئيس اليمني علي عبد الله صالح الشبكة بإدارة «غرفة عمليات لإحراق الأمة العربية». وسحب تراخيص مراسلي الجزيرة.

### جدل العربية
كانت قناة العربية المملوكة للسعوديين متحفظة أيضًا في تغطيتها. عندما لجأ الرئيس التونسي السابق بن علي إلى المملكة العربية السعودية بعد فراره من الاضطرابات في بلاده، أشارت العربية إلى الثورة في تونس بأنها «التغيير».
تم إلغاء البرنامج الحواري الشهير «ستوديو القاهرة» في فبراير بعد أن قال مقدمه حافظ الميرازي على الهواء إنه سيستضيف مناقشة حول الإصلاح السياسي في الخليج في برنامجه القادم. ودافع الميرازي عن أفعاله قائلاً:
«قلت إنه لا يوجد عذر لأي شخص في الجزيرة والعربية لمناقشة مصر بينما لا أستطيع التحدث عن أمير قطر أو السياسة القطرية أو الملك عبد الله والسياسة السعودية».
كانت تغطية العربية أقل تحفظًا في تغطية الثورات العربية في ليبيا وسوريا. كلاهما له علاقات سيئة مع المملكة العربية السعودية.

### التغطية داخل البحرين

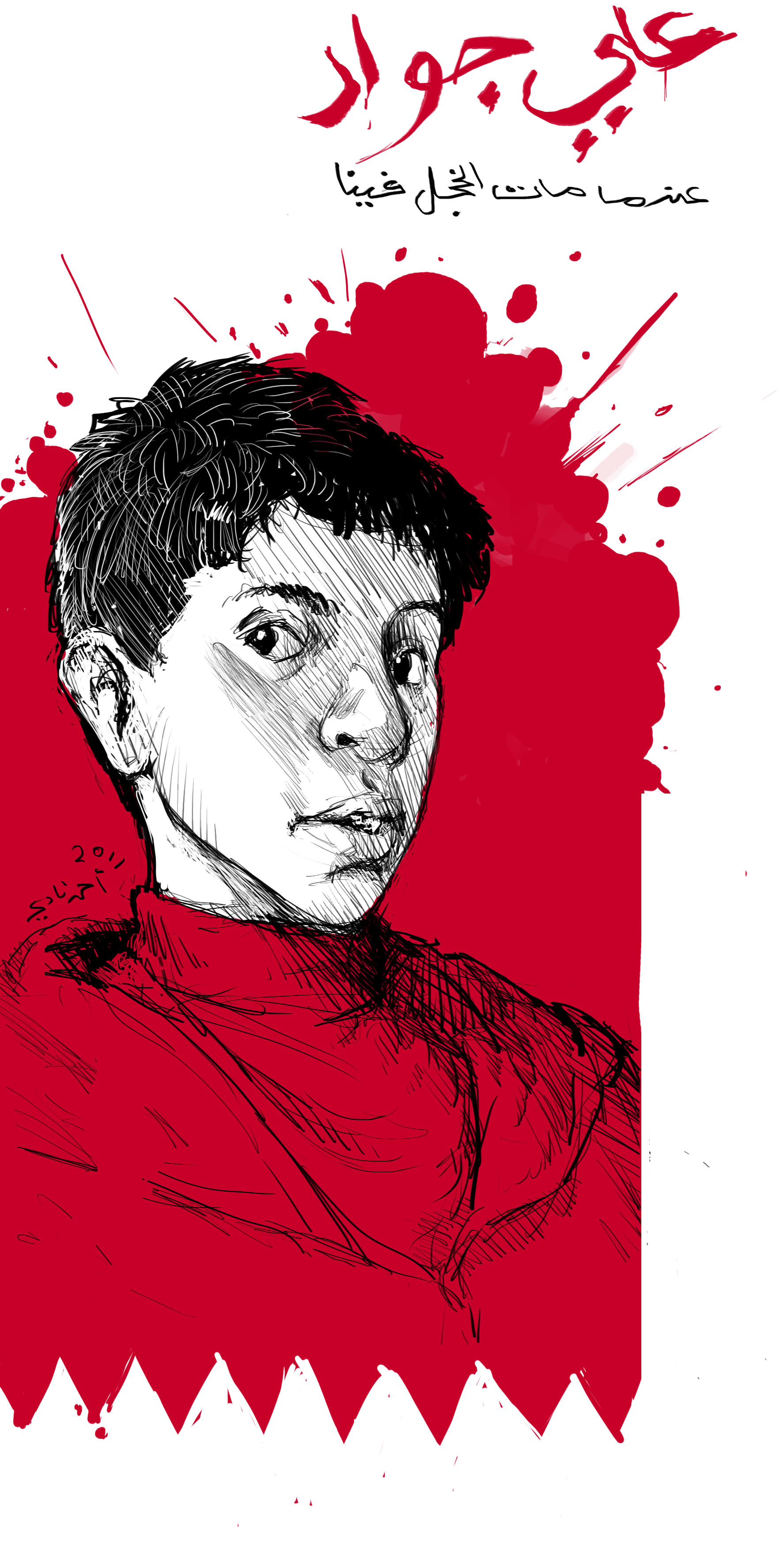
رسم كاريكاتوري سياسي لعلي جواد الشيخ بريشة أحمد نادي.

كانت التغطية الإعلامية من داخل البحرين إشكالية. بعض الحالات التي تم الكشف عنها لم يتم تأكيدها أو تقارير متناقضة، مثل وفاة سائق سيارة أجرة مسن في 13 مارس 2011. ذكرت صحيفة جلف ديلي نيوز أن السائق قد تعرض للضرب حتى الموت من قبل المتظاهرين المناهضين للحكومة. وذكرت وسائل إعلام بحرينية أخرى أن السائق قتل على يد إرهابيين. وذكرت صحيفة الوسط المستقلة أن سبب الوفاة كان مجرد حادث مروري واستشهدت بشهود. لم تبلغ لجنة التحقيق عن أي وفيات مثل هذه مرتبطة بالانتفاضات.
ابتداءً من منتصف فبراير 2011، أطلقت محطة التلفزيون البحرينية الرئيسية، BTV، سلسلة من البرامج الحوارية التي يبدو أن هدفها الوحيد كان تحريض الرأي العام ضد المتعاطفين مع المعارضة. وصف مقدمو البرامج الحوارية المتظاهرين بأنهم «إرهابيون» و «عملاء أجانب» و «بلطجية».
حالة أخرى كانت الوفاة المفترضة لجندي سعودي في 15 مارس 2011، حسبما أوردته وكالة أسوشيتيد برس. قيل إن المعلومات جاءت من مسؤول سعودي، لكن وكالات الأنباء البحرينية نفت التقرير ولم تجد لجنة التحقيق، مرة أخرى، أي دليل على ذلك.
أعطت الصحف البحرينية تغطية واسعة للاحتجاجات، رغم أن العديد منها يميل إلى الرقابة الذاتية وتبني وجهة نظر الحكومة، متجنبة انتقاد الملك والعائلة المالكة.
صحيفة الوسط، التي أسسها شخصية معارضة عام 2004، كانت استثناء لهذه القاعدة ولها تأثير إيجابي على الصحف الأخرى بحسب لجنة حماية الصحفيين. على الرغم من كل الرقابة، سمحت الحكومة للوسط بالاستمرار في العمل، وعلقت الصحيفة ليوم واحد فقط، في 3 أبريل 2011. ومع ذلك، فقد جاء هذا الإذن بتكاليف باهظة لمحرري الصحيفة والصحفيين. بعد الإيقاف في 3 أبريل / نيسان، أُجبر رئيس التحرير، من بين محررين آخرين، على الاستقالة واعتقل كريم فخراوي، أحد مؤسسي الوسط، في نفس اليوم وتوفي في الحجز في 12 أبريل / نيسان. وذكر الإعلان العام أن وفاته كانت بسبب الفشل الكلوي. لكن لجنة حماية الصحفيين قالت إن هناك كدمات على جسده وصنف التقرير النهائي للجنة التحقيق وفاة فخراوي على أنها بسبب التعذيب.
دفعت الأحداث الأخيرة ضد الإعلام البحريني منظمة مراسلون بلا حدود إلى إصدار هذا البيان:
تراجعت مملكة البحرين (المرتبة 173) في 29 مرتبة لتصبح واحدة من أكثر 10 دول قمعية في العالم. تم مطاردة الصحفيين البحرينيين والأجانب بشكل منهجي من فبراير فصاعدا. تم اتخاذ ترسانة كاملة من الإجراءات لمنع تداول المعلومات حول تطور الوضع في البلاد. في الوقت نفسه، استخدمت السلطات وسائل الإعلام على نطاق واسع لإخماد دعاية مؤيدة للحكومة. لم يؤد إنشاء لجنة تحقيق مستقلة إلى إنهاء الانتهاكات ضد الصحفيين. لقد ساعد فقط في التأكد، نتيجة للتعهدات التي قدمتها السلطات، توقف بقية العالم عن الحديث عن البحرين.
زعم الناشط المعارض محمد المسقطي عبر الهاتف أن وسائل الإعلام الموالية للحكومة زعمت زوراً أن قادة رجال الدين الشيعة كانوا وراء المظاهرات الجماهيرية خلال الشهر الماضي. لمكافحة التحيز الإعلامي الموالي للحكومة، أصبح المراسلون المواطنون جزءًا نشطًا من الحركة الاحتجاجية.
تُظهر لقطات على موقع يوتيوب متظاهرين غير مسلحين يتعرضون لإطلاق النار. وعلق القائم بتحميل أحد المقاطع بأن الشخص الذي أصيب بالرصاص حُرم من العلاج الطبي في المستشفى. ويظهر مقطع فيديو آخر أنه يتلقى العلاج الطبي في منزل محلي. حاولت حكومة البحرين حجب المعلومات من المواطنين المراسلين والمواقع التي يستخدمها المتظاهرون. قال مركز البحرين لحقوق الإنسان إن السلطات البحرينية كانت تحجب مجموعة على فيسبوك تُستخدم في احتجاجات مخططة في 14 فبراير / شباط، وأن موقعها الإلكتروني قد حُجب لسنوات عديدة.

### تغطية سباق الفورمولا 1
أثارت التغطية الإعلامية المحيطة بسباق الفورمولا 1، الذي أقيم في 22 أبريل 2012، مرة أخرى قضية التغطية الإعلامية وحرية الصحافة في البحرين. كان من المستحيل على المؤسسات الإخبارية الدولية تغطية السباق دون تغطية الاحتجاجات العديدة التي نظمها دعاة الديمقراطية في محاولة لكشف كفاحهم للعالم. أثارت التغطية الإعلامية الغربية المتزايدة للسباق انتقادات أكثر للنظام البحريني في الفترات السابقة من الانتفاضة.
نشرت رويترز مقالاً جاء فيه أن السباق سيستمر كما هو مخطط له، على الرغم من الاحتجاجات والعنف، لكنه سلط الضوء أيضًا على إلغاء السباق في عام 2011. وصف مقال رأي في شبكة سي إن إن السباق بأنه إهانة للإصلاحيين الديمقراطيين. نشرت صحيفة الجارديان البريطانية افتتاحية انتقدت فيها مديري الفورمولا 1 لاستمرارهم في السباق مع الظروف الحالية في البحرين.
ونددت حكومة البحرين بالتغطية الإخبارية للاحتجاجات، قائلة إنها حوادث فردية. كما منعت الحكومة بعض الصحفيين الأجانب الذين تم إرسالهم لتغطية السباق، خشية أن يقوموا بتغطية الاحتجاجات. ونتيجة لذلك، كان على العديد من وسائل الإعلام الدولية العمل بدون تأشيرات اعتماد الصحافة. أفادت مراسلون بلا حدود أن عدة صحفيين أجانب يعملون في وكالات أنباء بريطانية ويابانية على التوالي قد اعتقلوا لفترة وجيزة وأفرج عنهم خلال السباق.

## الاستجابات المحلية

### تنفيذي
قبل اندلاع الاحتجاجات على نطاق واسع والقمع المحلي الأول، أصدر الملك حمد بن عيسى آل خليفة سلسلة من الإعلانات لاسترضاء المحتجين. كان من المقرر أن تمنح الحكومة 1,000 د.ب لكل أسرة، وهو ما فسرته قناة الجزيرة على أنه خدمة لجميع المواطنين البحرينيين. كما عرض الملك زيادة الإنفاق الاجتماعي والإفراج عن القاصرين المسجونين بعد احتجاجات أغسطس / آب 2010. في 15 فبراير / شباط، ظهر الملك حمد على شاشة التلفزيون وقدم تعازيه لمقتل اثنين من المتظاهرين، وقال إنه سيتم تشكيل لجنة برلمانية للتحقيق في الوفيات، وذكر أن الاحتجاجات السلمية قانونية. في اليوم التالي، قال نبيل رجب، رئيس مركز البحرين لحقوق الإنسان، إن استجابة الملك لم تكن كافية لتلبية مطالب المحتجين. بعد حملة القمع الحكومية بدعم من السعودية، قال الملك إنه «تم التحريض على مؤامرة خارجية منذ 20 إلى 30 عامًا حتى نضجت الأرض لمخططات تخريبية ... هنا أعلن فشل المؤامرة المحرضة». كما شكر دول مجلس التعاون الخليجي على تدخلها.
ودعا إلى «حوار» واتجاه أن يعمل نجل الملك، ولي العهد سلمان بن حمد آل خليفة، على حل النزاع. في 13 مارس، في بيان متلفز، جدد سلمان بن حمد آل خليفة دعوته للحوار الوطني، ووعد بإجراء محادثات تتناول المطالب الرئيسية مثل تعزيز سلطة البرلمان وإمكانية طرح أي اتفاق للاستفتاء. وقال إن المحادثات ستشمل أيضا الإصلاحات الانتخابية والحكومية، فضلا عن النظر في مزاعم الفساد والطائفية.
اتخذ الملك حمد سلسلة من الخطوات التي تهدف إلى بدء فترة من المصالحة في أعقاب الاضطرابات في فبراير ومارس 2011. وأسس الحوار الوطني البحريني في 1 يوليو 2011 كمنتدى لمناقشة وتعزيز الإصلاح. يهدف الحوار الوطني إلى إرساء «مبادئ مشتركة لإعادة إطلاق عملية الإصلاح السياسي»، بحسب رئيس مجلس الإدارة خليفة الظهراني. وقد عارض العديد من شخصيات المعارضة الجوهر الحقيقي لهذا الاقتراح. حتى أنه تمت الإشارة إليها باستخفاف على أنها «غرفة دردشة». من بين 300 مشارك، كان الوفاق، حزب المعارضة الرئيسي في البحرين، 5 مقاعد فقط وانسحب من الحوار بعد أسبوعين من بدئه ونحو أسبوع قبل انتهائه. وقالت مريم الخواجة إن إجمالي مقاعد أحزاب المعارضة 25 مقعداً فقط من أصل 300.
كما أنشأ الملك اللجنة البحرينية المستقلة لتقصي الحقائق، برئاسة محامي حقوق الإنسان المرموق م.شريف بسيوني، في 29 يونيو 2011 للتحقيق في أحداث فبراير ومارس 2011 وعواقبها. صدر التقرير في 23 نوفمبر / تشرين الثاني وأكد استخدام الحكومة البحرينية للتعذيب وغيره من أشكال الإساءة الجسدية والنفسية للمحتجزين. وتعرضت لانتقادات لعدم الكشف عن أسماء مرتكبي الانتهاكات الأفراد ومساءلة أولئك الذين ارتكبوا انتهاكات حقوق الإنسان بنشاط.

### تشريعي
ووصف عبد الجليل خليل، عضو مجلس النواب بجمعية الوفاق الوطني الإسلامية، مداهمة الشرطة في 17 فبراير / شباط قبل الفجر على مخيم دوار اللؤلؤة بأنها «إرهاب حقيقي»، مشيراً إلى أن «من اتخذ قرار مهاجمة الاحتجاج كان هدفه القتل». قال النائب جاسم حسين: «لا أعتقد أن النظام مستعد لتلبية معظم مطالبنا. لكن حتى لو فعل ذلك، لست متأكدًا من أنه سيكون كافياً لإبعاد الشباب عن الشارع. أمر شخصي الآن». بعد مطالب المتظاهرين الشباب بإنهاء النظام الحاكم واحتجاجًا على الوفيات أثناء المظاهرات، قدم جميع نواب الحزب الثمانية عشر استقالاتهم الرسمية من البرلمان.
واستقال أربعة من أعضاء مجلس الشورى، مجلس النواب، محمد هادي الحلواجي، ومحمد باقر حسن رضي، وناصر المبارك، وندى حفاد، احتجاجًا على الحملة القمعية. استقالت ندى حفاد أولاً متهمتاً الحكومة ووسائل الإعلام الحكومية بمحاولة إثارة الانقسامات داخل المجتمع البحريني.
أُجريت انتخابات برلمانية فرعية في 24 سبتمبر 2011 لتحل محل 18 عضوًا من أكبر حزب سياسي في البرلمان، الوفاق، الذين استقالوا احتجاجًا على الإجراءات الحكومية. وقامت القوات الأمنية بعدة اعتقالات يومي 23 و 24 سبتمبر، وأغلقت دوار اللؤلؤة وهاجمت المتظاهرين في قرية السنابس، الذين كانوا يعتزمون السير إلى دوار اللؤلؤة.

## دور المملكة المتحدة
في عام 2011، وافقت حكومة المملكة المتحدة على بيع معدات عسكرية تقدر قيمتها بأكثر من مليون جنيه إسترليني للبحرين، في أعقاب القمع العنيف للمتظاهرين. وشمل ذلك تراخيص كواتم الصوت، والأسلحة، والبنادق، والمدفعية، ومكونات طائرات التدريب العسكرية ؛ على الأقل، تم استيراد بعض المعدات التي استخدمها نظام آل خليفة لقمع المظاهرات من بريطانيا. بعد ذلك، ألغت المملكة المتحدة العديد من تراخيص التصدير إلى البحرين، وسط ضغط عام.
لم يتم توثيق حالة عام 2012 لهذه التراخيص بشكل كبير. للمملكة المتحدة علاقات وثيقة مع النظام البحريني. في الواقع، في أواخر عام 2012، وقعت المملكة المتحدة اتفاقية تعاون دفاعي مع الحكومة البحرينية.
في يونيو / حزيران 2013، مُنح مندوبون من البحرين، حيث تنتشر مزاعم التعذيب في حجز الشرطة وفي السجون، الإذن بالدخول إلى مركز (يارل وود لإزالة الهجرة) في بيدفوردشير برفقة أعضاء من هيئة مراقبة السجون البريطانية (HMIP).
في سبتمبر / أيلول 2016، كشف تقرير عن قيام شركة مملوكة للدولة في بلفاست بتدريب قوات في البحرين تستخدم التعذيب لتأمين أحكام الإعدام. وشركة (تعاون إيرلندا الشمالية أوفرسيز) المحدودة (NI-CO)، عملت مع الشرطة البحرينية وحراس السجون ومكتب أمين المظالم لسنوات. تقوم الشركة بتدريب أمين المظالم في وزارة الداخلية البحرينية، وهي هيئة رقابية رفضت عن قصد لأكثر من عامين التحقيق في الشكاوى المتعلقة بتعذيب محمد رمضان، السجين المحكوم عليه بالإعدام والذي تعرض للتعذيب للإدلاء باعتراف كاذب. إن (NI-CO) جزء لا يتجزأ من جهاز الأمن الداخلي في البحرين: يمكن أن تتعرض ضحية للإيذاء من قبل الشرطة المدربة من (NI-CO)، وتعذيبها في السجن من قبل حراس مدربين من (NI-CO)، ثم يتم التحقيق في ادعاءاتهم بالتعذيب ورفضها من قبل أمين المظالم المتدرب في (NI-CO).[بحاجة لتوضيح] في عام 2015-16، منحت وزارة الخارجية البريطانية (NI-CO) أكثر من 900 ألف جنيه إسترليني من أصل 2 مليون جنيه إسترليني من حزمة المساعدات لتعزيز إصلاح حقوق الإنسان في البحرين.
في 13 يناير 2017، ظهر أن برنامجًا مثيرًا للجدل يبلغ قيمته ملايين الجنيهات لدعم الأمن والعدالة في البحرين قد تم تعزيزه من خلال تمويل بريطاني إضافي بقيمة 2 مليون جنيه إسترليني، على الرغم من تراجع دول الخليج العربي عن الإصلاحات، في جهاز الاستخبارات متهمة بالتعذيب. بعد ذلك بيومين، أعدم نظام آل خليفة 3 نشطاء بحرينيين وسط غضب شعبي.

## دور غوغل إيرث

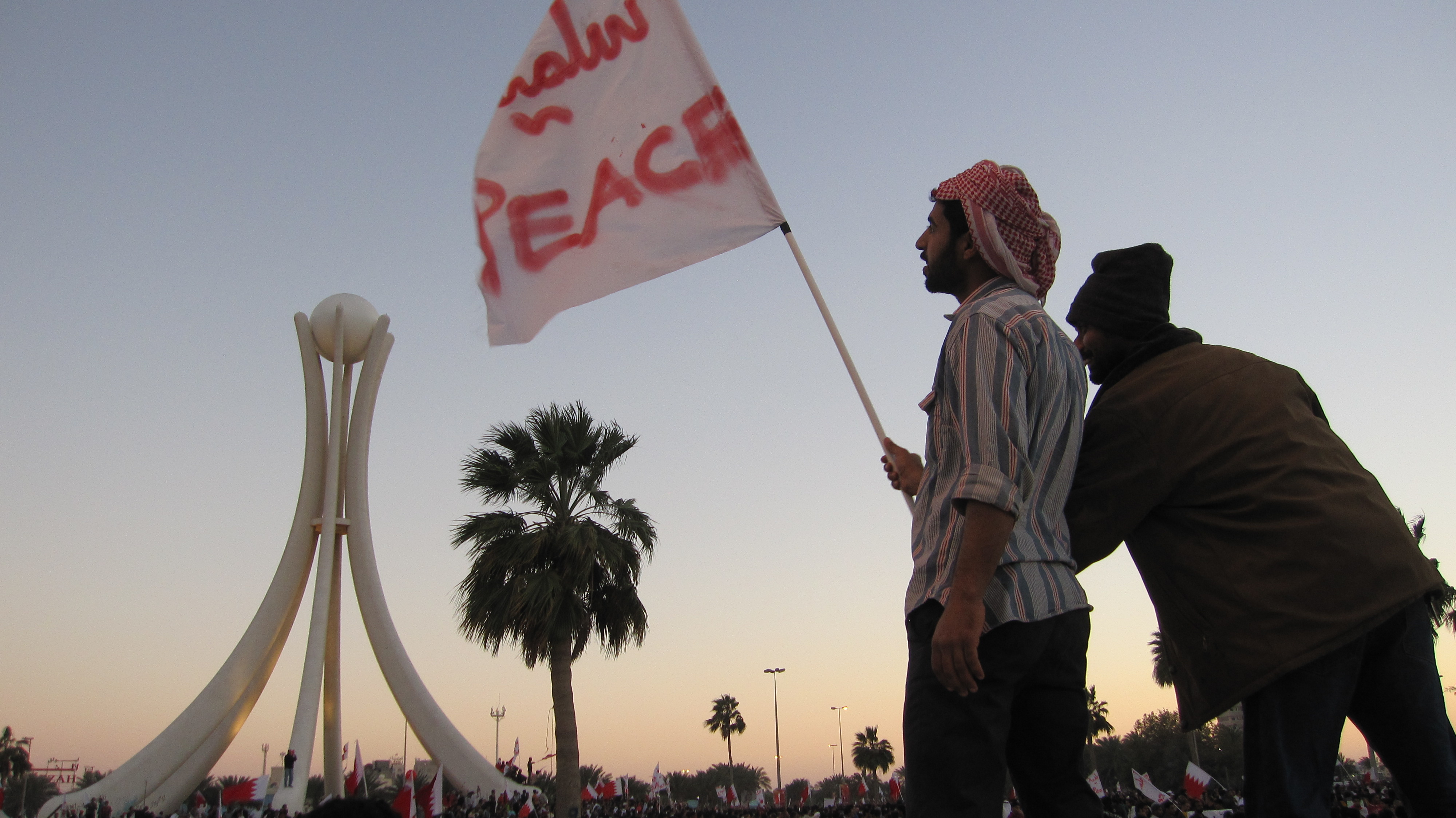
أحد المحتجين قرب دوار اللؤلؤة يرفع علم كتب عليه سلمية

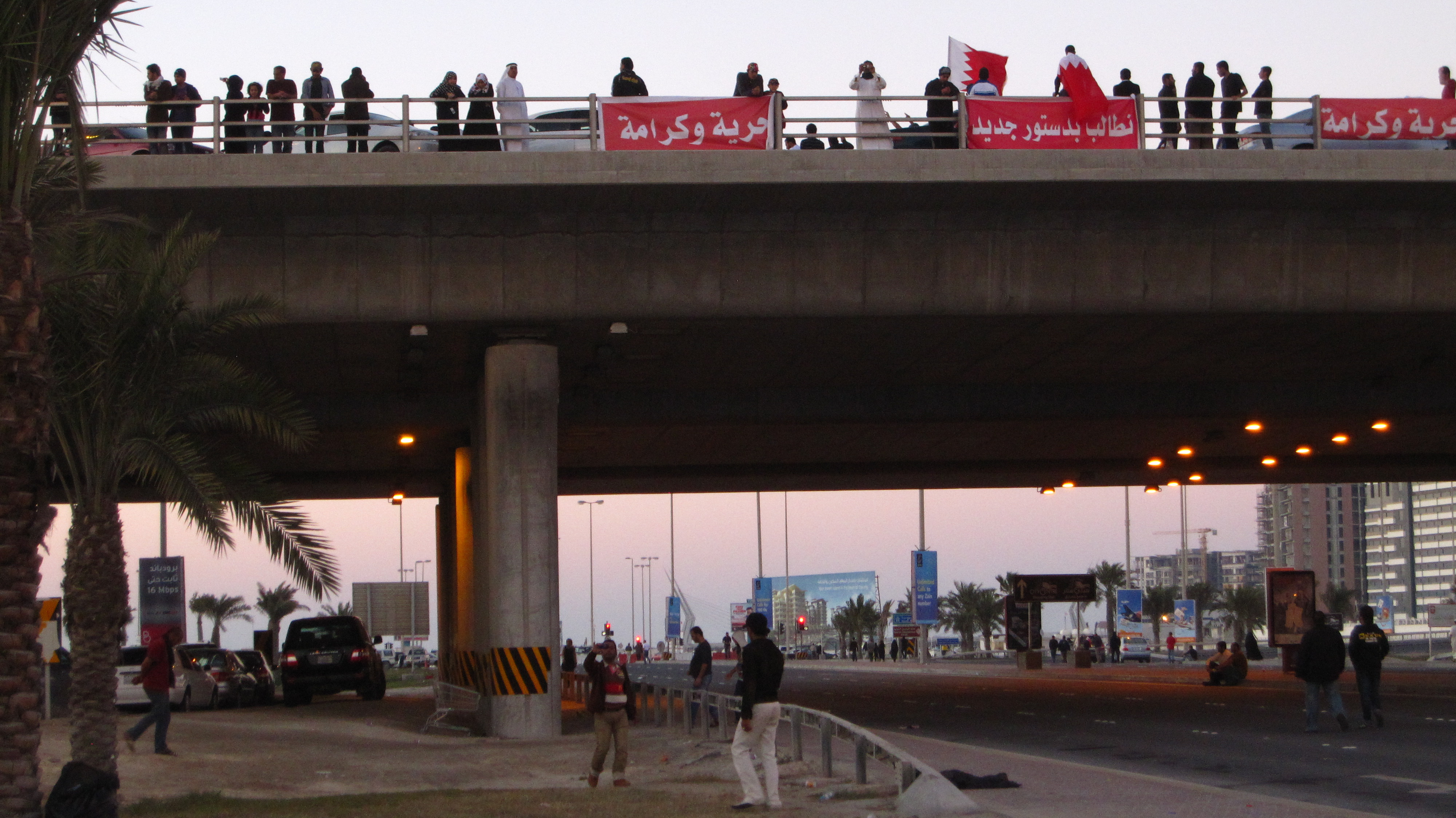
متظاهرين على جسر شارع الملك فيصل

قال الكاتب الأميركي توماس فريدمان -في مقال بصحيفة نيويورك تايمز- أن هناك «قوة غير مرئية» غذت الاحتجاجات في البحرين وهي نظام غوغل إيرث الذي أمد المعارضة الشعبية البحرينية بأسباب الاحتجاج، فقد استخدمت المعارضة هذا النظام وفتحت فيه حسابا يمكن لأي بحريني الولوج إليه، لبيان حقيقة وجود مساحات شاسعة غير مستغلة في البحرين، بينما تعاني البلاد في كثير من مناطقها من كثافة سكانية خانقة.
وقد نشرت قناة أهل البيت عبر صفحتها على الفيس بوك ملفاً يستند إلى صور من موقع غوغل إيرث يبين تلك الأراضي. اضغط هنا...
وقد أضاف جوجل إيرث رابط خاص يوضح مواقع المساجد التي هدمتها الحكومة البحرينية.

## الأسباب

### التمييز المؤسسي تجاه المسلمين الشيعة
حيث يرى رئيس رابطة العالم الإسلامي، الرجل يوسف القرضاوي، الذي صرح بأنه من الواضح أن الاحتجاجات في البحرين طائفية بحتة موجّهه ضد أهل السنة. بينما أكدت الجمعيات السياسية (وعد، الوفاق، المنبر التقدمي، الإخاء، التجمع القومي، التجمع الوطني)بأن مطالبها سياسية بحته وأعلنت تمسكها بـ«المجلس التأسيسي» المنتخب للتحاور وإنهاء الأزمة حيث أكد الشيخ علي سلمان أنَّ أجهزة مخابراتية تحاول حرف العملية المطلبية من خلال خلق مطبَّات طائفية، وعبر افتعال الأحداث والصدامات بصور فردية حيث قال: «الجميع يعلم بأن شعب البحرين شعبُ المحبة والسلام ولا يحمل الكره لأحد»، واصفاً المحرق بمدينة «التلاحم الشعبي» 

### بطء وتيرة التحول الديمقراطي
كإقامة الملكية الدستورية عن طريق صياغة دستور جديد للمملكة يتم بموجبه انتخاب الحكومة من قبل الشعب على غرار الديمقراطيات العريقة. بدلا من النظام الحالي الذي ينتخب بموجبه برلمان له سلطات محدودة. وقد طالب المشاركون في المظاهرات بدستور عقدي وبإسقاط دستور 2002 م، الذي أقره العاهل البحريني بعد التصويت على ميثاق العمل الوطني في فبراير/شباط 2001 م. وكذلك الإفراج عن النشطاء السياسيين الشيعة ورجال الدين الذين احتجزوا منذ أغسطس/آب من عام 2010 م، إضافة إلى حل مجلس النواب المنتخب وإلغاء الصلاحيات التشريعية لمجلس الشورى المعين. وضرورة تداول السلطة التنفيذية بواسطة الانتخابات الحرة، وحرية تشكيل الأحزاب وإطلاق حرية الرأي والتعبير، ووقف التجنيس السياسي.
علماً أن الملك حمد بن عيسى آل خليفة سن دستورا عام 2002 م يسمح بإصلاحات بينها انتخاب أعضاء البرلمان، لكن العائلة المالكة لا تزال تسيطر على مجلس الوزراء الذي يترأسه عم الملك منذ أربعين عاما.

## أحداث القُرى
بعد أن قمعت السلطات البحرينية مقر الأعتصام الرئيسي في البحرين الذي يُسميه المعارضون دوار الؤلؤة، لجأ المحتجون للخروج في قراهم للمطالبة بالحرية، وركز المحتجون على القرى التي لها موقعاً فمثلا:
- الدير وسماهيج وهاتين القريتين مجاورتان لمطار البحرين الدولي.
- السنابس وكرباباد والديه، وهذه المناطق تسمى بالضاحية ويكثر فيها السياح وهي مجاورة للعاصمة المنامة.
- سترة، وهي جزيرة طابعها قُروي ويوجد بها سبع قرى ويوجد بها مصانع ومصافي مهمة جداً، وقد ساهمت بشكل كبير في الأحتجاجات.
وتشهد أغلب قُرى البحرين أحتجاجات يومية وتقمع وتحدث بعدها مواجهات عنيفة بين المتظاهرين ورجال الأمن، وأدت هذه المواجهات إلى قتلى وأصابات وعقدت الوضع في البحرين أكثر.

## القرارات

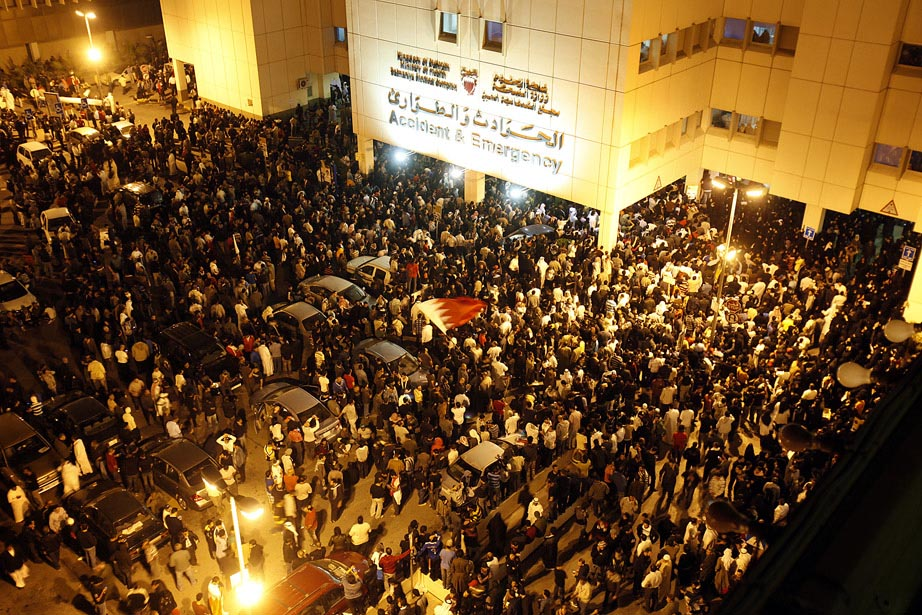
كان مجمع السلمانية الطبي أحد أهم مواقع الأحداث.

1. الجمعة 11/2/2011 م: أصدر ملك البحرين الشيخ حمد بن عيسى آل خليفة قراراً يقضي بصرف ألف دينار بحريني (2652 دولارا أميركي) لكل أسرة بحرينية بمناسبة الذكرى العاشرة لميثاق العمل الوطني إلى جانب منح أخرى، والإعلان عن مشاريع خدماتية بمختلف المناطق.[364]
2. الثلاثاء 22/2/2011 م: أمر الملك حمد بن عيسى آل خليفة بالإفراج عن مجموعة من السجناء، كما أمر بوقف كل القضايا التي تنظرها المحكمة فيما اعتبرته شخصيات معارضة إشارة إلى محاكمة المتهمين الشيعة بمحاولة قلب نظام الحكم.[367] وفي اليوم التالي (23/2/2011 م) أعلنت الحكومة البحرينية في بيان رسمي الإفراج عن 308 أشخاص وذلك بعد العفو الذي أصدره. كما أعلنت أنها ستباشر التحقيق في مزاعم تتصل بتعرضهم لعمليات تعذيب. ومن بين المفرج عنهم 23 شيعيا اعتقلوا في أغسطس/آب 2010 م بتهمة التخطيط للإطاحة بالنظام الملكي باستخدام العنف.[368]
3. الجمعة 25/2/2011 م: أقال ملك البحرين حمد بن عيسى آل خليفة أربعة وزراء بوصفهم «وزراء تأزيم» على خلفية الاحتجاجات الأخيرة التي تشهدها البلاد. والوزراء هم وزير شؤون مجلس الوزراء أحمد بن عطية الله آل خليفة، ووزير الصحة فيصل الحمر، ووزير الإسكان إبراهيم بن خليفة آل خليفة، وشؤون الكهرباء والماء فهمي الجودر.[365]
4. السبت 26/2/2011 م: أمر ملك البحرين حمد بن عيسى آل خليفة بإسقاط 25% من القروض الإسكانية على المواطنين. وذكرت وكالة الأنباء البحرينية الرسمية أن قرار الملك جاء خلال تأدية خمسة وزراء جدد اليمين الدستورية أمامه.[369]
5. السبت 5/3/2011 م: أعلن وزير الداخلية البحريني راشد بن عبد الله آل خليفة في مؤتمر صحفي عن خطة لتوظيف 20 ألف شخص لتغطية احتياجات مختلف أجهزة وزارة الداخلية، في محاولة لامتصاص غضب المحتجين الشيعة الذين يتهمون الحكومة بعدم توظيفهم في السلك الأمني والعسكري.[370]
6. الأحد 6/3/2011 م: أعلن وزير الإسكان البحريني عن خطط لبناء 50 ألف مسكن في البلاد بتكلفة لا تقل عن ملياري دينار (5.32 مليار دولار).[371]
7. الثلاثاء 15/3/2011 م: فرضت السلطات البحرينية حالة الطوارئ في البلاد على نحو فوري ولمدة ثلاثة أشهر. وجاء في بيان تلي بالتلفزيون البحريني أن الملك حمد بن عيسى آل خليفة كلف قائد قوات الدفاع باتخاذ كل التدابير اللازمة لحماية سلامة البلاد والمواطنين.[372]
8. الإثنين 9/5/2011 م: رفع حالة الطوارئ في 1 يونيو[373]
9. الثلاثاء 31/5/2011 م: وجه الملك حمد السلطتين التنفيذية والتشريعية إلى الدعوة لحوار للتّوافق الوطني بشأن الوضع الأمثل لمملكة البحرين، واتخاذ جميع الإجراءات اللازمة للتحضير لهذا الحوار الجاد والشامل ومن دون شروط مسبقة.[374]
10. الأربعاء 30/6/2011 م: أمر الملك حمد بإنشاء لجنة مستقلة لتقصي الحقائق في أحداث فبراير ومارس الماضيين، وتشكيلها من أشخاص ذوي سمعة عالمية وعلى دراية واسعة بالقانون الدولي لحقوق الإنسان، ممن ليس لهم دور في الحكومة وبعيدون عن المجال السياسي الداخلي.[375]

## ردود الفعل الدولية

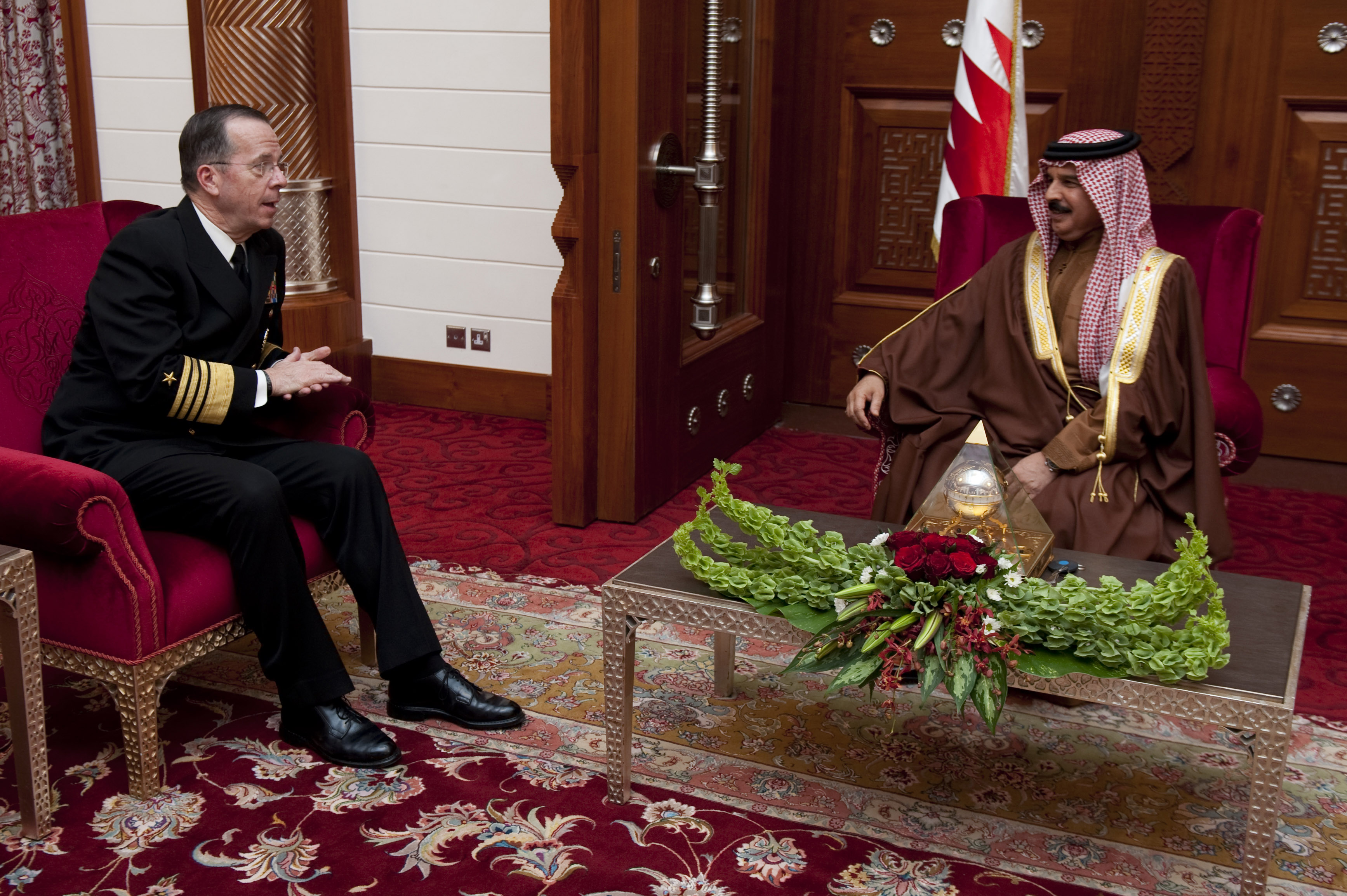
الأدميرال مايكل مولين، أعلى ضابط عسكري أمريكي، مع الملك حمد بن عيسى آل خليفة، 24 فبراير 2011

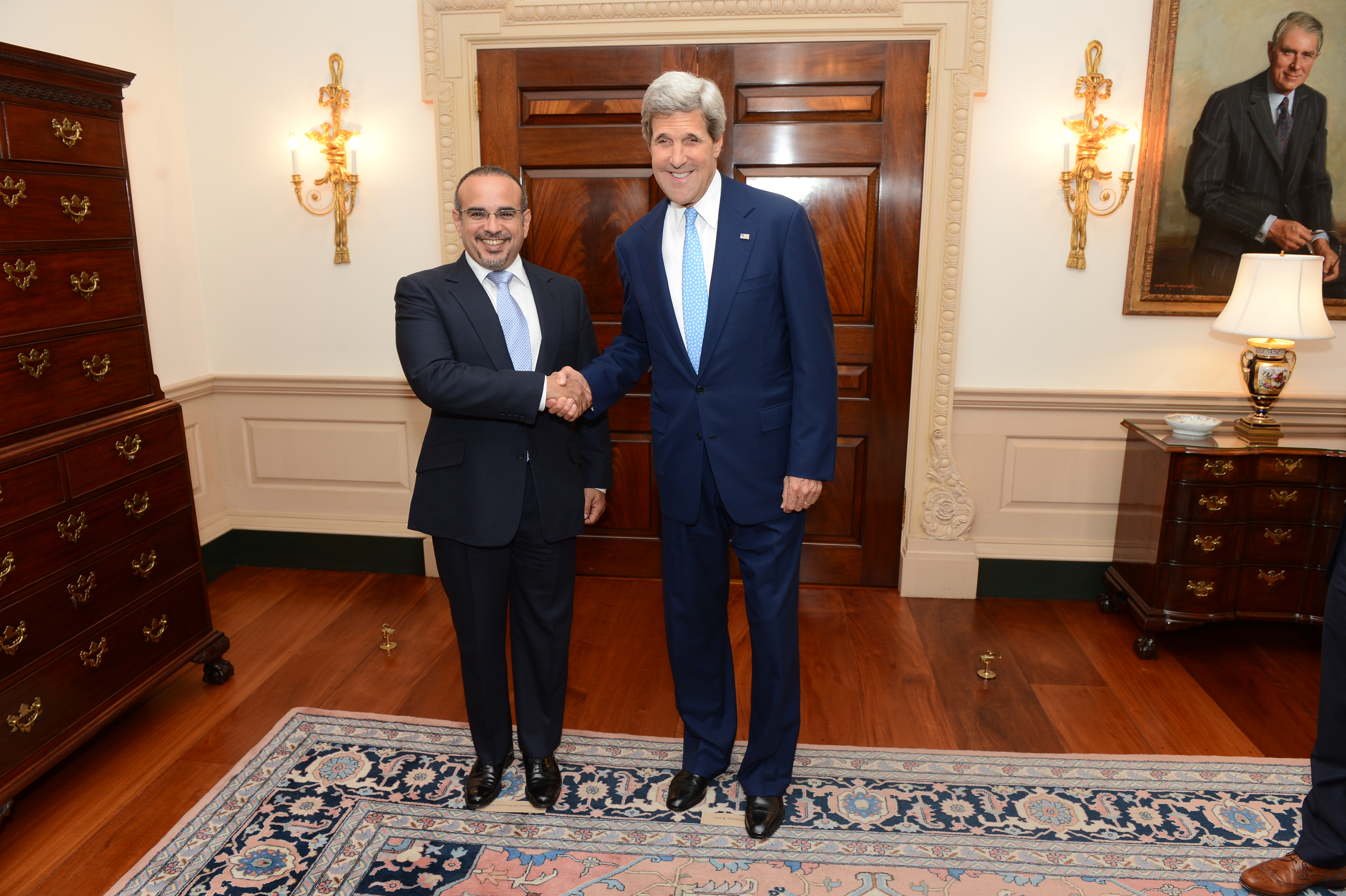
وزير الخارجية الأمريكي جون كيري يصافح ولي العهد البحريني سلمان بن حمد آل خليفة، واشنطن العاصمة، في 6 يونيو 2013

كان للانتفاضة عواقب على البحرين من المجتمع الدولي وكذلك المستثمرين الأجانب، بما في ذلك الفورمولا 1، التي ألغت سباق جائزة البحرين الكبرى 2011 بسبب عدم الاستقرار والغضب من تصرفات الحكومة البحرينية. أعربت الحكومات والمنظمات الغربية عمومًا عن كرامتها تجاه الحكومة البحرينية، التي يُنظر إليها على أنها حليف رئيسي للاتحاد الأوروبي والولايات المتحدة ودرع ضد إيران المجاورة، أكثر مما أبدته تجاه الحكومات الأخرى المتهمة بانتهاك حقوق الإنسان للمتظاهرين خلال الربيع العربي. أدانت الولايات المتحدة والمملكة المتحدة استخدام العنف من قبل السلطات البحرينية. لم يطالبوا بتغيير النظام ولم يهددوا بفرض عقوبات.
وقد أعربت إيران عن دعمها القوي للمتظاهرين، ومعظمهم من الإسلام الشيعي، دين الدولة الإيراني. تدهورت العلاقات بين طهران والمنامة إلى حد كبير خلال الانتفاضة، حيث طرد كلا البلدين سفراء بعضهما البعض. وانضم العراق لإيران في معارضة التدخل العسكري لمجلس التعاون الخليجي في البحرين. وبالمقابل، ألقى حلفاء الحكومة البحرينية، مثل السعودية ودول مجلس التعاون الخليجي الأخرى، باللوم على إيران في التحريض على الاضطرابات في الدولة الصغيرة الأرخبيل، وشككوا في شرعية مطالب المحتجين، مرددًا مزاعم المنامة.
ظهر الآلاف من المتظاهرين الشيعة في العراق والقطيف بالمملكة العربية السعودية، لمعارضة التدخل الذي تقوده السعودية في البحرين. وقد دافع مجلس التعاون الخليجي والحكومة السعودية عن هذه الخطوة باعتبارها ضرورية لاستعادة الاستقرار والأمن في البلاد.
قامت جماعات حقوق الإنسان، بما في ذلك منظمة العفو الدولية وأطباء من أجل حقوق الإنسان، بتوثيق الفظائع المزعومة في البحرين، وأدان بشدة رد فعل السلطات على الانتفاضة. كانت معاملة المهنيين الطبيين المتهمين بإدارة نشطاء المعارضة مصدر قلق خاص لمنتقدي الحكومة، بمن فيهم المدافعون عن حقوق الإنسان والصحفيون العاملون في المنطقة.
نال قرار الحكومة البحرينية إجراء تحقيق مستقل للتحقيق في الاضطرابات إشادة العديد من الحكومات الغربية، مثل المملكة المتحدة والولايات المتحدة، وكذلك منظمات حقوق الإنسان مثل منظمة العفو الدولية. ومع ذلك، لم يتم تنفيذ العديد من التوصيات الواردة في التقرير، بما في ذلك السماح لمنظمات حقوق الإنسان بدخول البلاد لمراقبة الوضع والإبلاغ عنه. في يناير / كانون الثاني، مُنع بريان دولي من هيومن رايتس فيرست وكورتني سي رادش وناشطان آخران من فريدوم هاوس من دخول البلاد.
في تقرير صدر بعد عشر سنوات من بداية انتفاضات 2011 في البحرين، أكدت منظمة العفو الدولية أن سجلات حقوق الإنسان في البلاد لم تعكس أي تحسن. استمرت المملكة في قمع المعارضين والمدافعين عن حقوق الإنسان والصحفيين وقادة المعارضة ورجال الدين، دون ترك مجال للنشاط السلمي أو حرية التعبير.
في 30 يوليو 2021، أصدرت ما يقرب من 16 منظمة حقوقية، بما في ذلك منظمة العفو الدولية، بيانًا يدين سجن المدافع عن حقوق الإنسان الدكتور عبد الجليل السنكيس وطالبت بالإفراج عنه. السنكيس، الذي قُبض عليه لدوره في انتفاضة 2011، دخل في إضراب عن الطعام منذ 8 يوليو / تموز 2021 احتجاجًا على سوء المعاملة التي تعرض لها بشكل منتظم وعلى إعادة كتاب كتبه إلى داخل السجن.
في تشرين الأول / أكتوبر 2021، تناول عضوان في البرلمان الأوروبي عن فرنسا الأوضاع الصحية المتدهورة لزعيم المعارضة السياسية المعتقل منذ فترة طويلة حسن مشيمع والناشط في مجال حقوق الإنسان / المدوِّن / المهندس الدكتور عبد الجليل السنكيس إلى وزير أوروبا والشؤون الخارجية، جان إيف لودريان. النواب الذين سلطوا الضوء على القضايا المتعلقة بالبلاد هم السيد ميشيل لاريف والسيد غيوم غاروت والسيدة مود جاتيل. وأشارت السيدة جاتل إلى الظروف الصعبة التي يعيشها مشيمع، وسوء المعاملة التي تعرض لها، والتي أدت إلى دخوله المستشفى في يوليو 2021. ودفع النواب من خلال خطابهم وزير الخارجية للرد على الادعاءات المتزايدة بانتهاكات حقوق الإنسان.

### شركات العلاقات العامة المستأجرة من قبل الحكومة
أنفقت حكومة البحرين ملايين الجنيهات الاسترلينية على العلاقات العامة، لا سيما مع شركات العلاقات العامة في بريطانيا والولايات المتحدة، التي تربطها بالنظام علاقات دبلوماسية وعسكرية وتجارية وثيقة.
قائمة الشركات أو الأفراد المعينين من قبل حكومة البحرين أو المرتبطين بها منذ بداية الانتفاضة تشمل:
- كورفيس[407][408][409]
- بيل بوتينجر[410][411]
- مجموعة ساحة بوتوماك[412]
- الجنرال العسكري البريطاني غرايم لامب[413]
- عضو مجلس النواب الأمريكي إيني فاليومافايجا[414]
- مستشار الحملة الديمقراطية الأمريكية جو تريبي[415]
- ديفيد كراكنيل و Big Tent Communications[416]
- إيرل كلانويليام بادي جيلفورد وجاردانت كوميونيكيشنز[417][418]
- مجموعة الحكم الرشيد (G3)[413]
- سوريني، ساميت وشركاه[419]
- سانيتاس الدولية[415]
- نيو سنشري ميديا[420]
- دراجون أسوشيتس[420][421][422]
- M&C Saatchi[بحاجة لمصدر]
- بربور وجريفيث وروجرز (مجموعة BGR)[423]
- Policy Impact Communications والمجلس البحريني الأمريكي

-
- الولايات المتحدة:

1. الثلاثاء 15/2/2011 م: قالت الولايات المتحدة أنها «قلقة جدا» بسبب العنف في الاحتجاجات الأخيرة التي شهدتها البحرين، وحثت جميع الأطراف على ضبط النفس.[424]
2. الخميس 17/2/2011 م: دعت وزيرة الخارجية الأميركية هيلاري كلينتون السلطات البحرينية إلى ضبط النفس في تعاملها مع المظاهرات المناهضة للحكومة ومع الصحفيين الذين يقومون بتغطيتها. وفي السياق وصفت وزارة الدفاع الأميركية «البنتاغون» البحرين بأنها شريك هام للولايات المتحدة ومقر للأسطول الخامس الأميركي، لكنها دعتها إلى ضبط النفس.[425]
3. الجمعة 18/2/2011 م: دعا الرئيس الأميركي باراك أوباما الحكومة البحرينية إلى التحلي بضبط النفس بعد أن تجاهلت قوات الأمن التابعة لها في وقت سابق دعوة واشنطن لها بالهدوء ففتحت النار على المتظاهرين.[426]
4. الجمعة 18/2/2011 م: قالت وزارة الخارجية الأميركية أنها «تحذر مواطني الولايات المتحدة من ما يحدث الآن من اضطرابات سياسية واجتماعية في البحرين»، وتحثهم على تأجيل سفرهم غير الضروري إلى البحرين في هذا التوقيت.[427]
5. الأربعاء 23/2/2011 م: أشادت وزيرة الخارجية الأميركية هيلاري كلينتون بملك البحرين وولي عهده سلمان بن حمد آل خليفة للإفراج عن السجناء السياسيين والسماح بالمظاهرات السلمية وعرض إجراء حوار مع جماعات المعارضة بعد احتجاجات الأغلبية الشيعية المناهضة للحكومة. وأشارت كلينتون إلى أن الأسرة المالكة في البحرين بدأت السير في طريق بنَّاء لفتح حوار سياسي بعد الاحتجاجات العنيفة، لكن يجب عليها أن تحرص على أن تدعم أقوالها بأفعال.[428]
6. الجمعة 25/2/2011 م: رحبت الولايات المتحدة بقرار الحكومة البحرينية فتح حوار مع المعارضة يشمل كافة القضايا، وذلك في وقت تعيش فيه البلاد اليوم حالة حداد على أرواح من سقطوا في الاحتجاجات التي انطلقت يوم 14 فبراير/شباط الجاري وتجددت اليوم عبر مسيرتين حاشدتين.[429]
7. الأحد 27/2/2011 م: رحب الرئيس الأميركي باراك أوباما بتغييرات أدخلها ملك البحرين على حكومته، ودعا إلى «حوار وطني» لا يستثني أيا من مكونات البلاد. ووصف الولايات المتحدة بأنها شريك قديم للبحرين، وهو بلد خليجي يكتسي، على صغره، أهمية بالغة للإدارة الأميركية، إذ يحتضن مقر الأسطول السادس الأميركي. وأرسلت الولايات المتحدة الأسبوع الماضي رئيس أركان جيوشها الأميرال مايك مولن إلى البحرين، حيث أكد لملكها حمد بن عيسى آل خليفة وقوف واشنطن معه.[430]
8. الأحد 20/3/2011م: أبدت وزارة الخارجية الأميركية قلقها البالغ من اعتقال قيادات في المعارضة البحرينية، ودعت الحكومة البحرينية لضمان أن تكون الإجراءات القانونية لهؤلاء المعتقلين نزيهة وشفافة. وقالت وزارة الخارجية الأميركية، في بيان بثته «رويترز»: «إنها تشعر بقلق خاص إزاء اعتقال الأمين العام لجمعية «وعد» إبراهيم شريف، على الرغم من انتمائه إلى مجموعة سياسية معترف بها من قبل حكومة البحرين، إضافة إلى احتجاز الطبيب البارز في مجمع السلمانية الطبي علي العكري».[431]

- ألمانيا: الخميس 17/2/2011 م: دعت ألمانيا على لسان وزير خارجيتها غيدو فيسترفيله البحرين لتفادي استخدام العنف ضد المتظاهرين.[432]
- الأمم المتحدة: الخميس 17/2/2011 م: قال الأمين العام للأمم المتحدة بان كي مون أن التقارير الواردة من البحرين مثيرة للقلق. وأضاف أن العنف ضد المسيرات السلمية وضد الصحفيين يجب إيقافه في أي مكان في العالم.[432]
- المملكة المتحدة: الجمعة 18/2/2011 م: أعلنت الحكومة البريطانية أنها قررت إلغاء أكثر من 50 رخصة لتصدير الأسلحة إلى مملكة البحرين وليبيا في ضوء التعامل العنيف مع الاحتجاجات التي أسفرت عن مقتل العديد من الأشخاص في البلدين.[426]
- إيران: الجمعة 18/3/2011م: قامت وزارة الخارجية الإيرانية الخميس، باستدعاء سفير الجمهورية الإسلامية لدى مملكة البحرين، مهدي آقاجعفري، في إجراء وصفته بأنه يأتي «احتجاجاً على عمليات القتل الواسعة، التي يتعرض لها الشعب البحريني، على يد النظام.»[433]
- السعودية:

1. السبت 20/2/2011 م: دعت السعودية المعارضين البحرينيين إلى الموافقة على الدعوة التي وجهتها السلطات إلى الحوار معلنة معارضتها لأي تدخل خارجي في شؤون البحرين.[434]
2. الثلاثاء 1/3/2011 م: نفى مسؤول بوزارة الدفاع السعودية تقريرا في صحيفة مصرية اليوم الثلاثاء ذكر أن المملكة العربية السعودية أرسلت دبابات إلى البحرين في محاولة لكبح الاحتجاجات هناك.[435]

- جامعة الدول العربية: 20/2/2011 م: دعت جامعة الدول العربية إلى الوقف الفوري لكافة أعمال العنف وعدم استخدام القوة ضد المظاهرات السلمية في الدول العربية التي تشهد مظاهرات احتجاجية للمطالبة بإصلاحات سياسية. وأعربت عن مشاعر الحزن والأسى الشديدين لسقوط الضحايا الأبرياء الذين تناقلت وسائل الإعلام أنباءهم في كل من ليبيا والبحرين واليمن.[436]
- مراقبة حقوق الإنسان:

1. الإثنين 28/2/2011: يجب محاسبة الجناة المسؤولين عن حملة القمع.[437]
2. الإثنين 21/3/2011: إن على البحرين وقف حملة اعتقالات الأطباء ونشطاء حقوق الإنسان.[438]
3. الإثنين 2/5/2011: إن على السلطات البحرينية أن تُلغي حُكم محكمة عسكرية صدر في 28/4/2011، أنزل أحكاماً بالإعدام على 4 مدعى عليهم وعلى ثلاثة آخرين بالسجن المؤبد، جراء تورطهم المزعوم في مقتل رجلي شرطة.[439]

- مجلس التعاون الخليجي: الثلاثاء 1/3/2011 م: أكدت دول مجلس التعاون الخليجي «رفضها لأي تدخل خارجي في شؤون البحرين»، وقال الأمين العام للمجلس عبد الرحمن العطية إن «الإخلال بأمن واستقرار البحرين يعد انتهاكا خطيرا لأمن واستقرار دول مجلس التعاون كافة، وانطلاقا من مبدأ الأمن الجماعي المتكامل والمتكافل، وأن أمن واستقرار دول مجلس التعاون كل لا يتجزأ».[435]
- منظمة العمل الدولية:

1. 5 أبريل 2011: نددت منظمة العمل الدولية بممارسات النظام للتمييز المناهضة للعمل النقابيّ بحقّ قادة وأعضاء الاتحاد العام لنقابات عمال البحرين كما نددت بتسريح مئات العمال لمشاركتهم في الإضرابات والتظاهرات.[440]

- أطباء بلا حدود:

1. 7 أبريل 2011: استنكرت المنظمة الطبية الإنسانية الدولية أطباء بلا حدود استعمال المرافق الطبية في البحرين لقمع المتظاهرين مما يجعل من المستحيل تلقي الجرحى للعلاج أثناء الاشتباكات.

ويقول كريستوفر ستوكس، مدير عام منظمة أطباء بلا حدود: "إن إعلان الجيش عن كون المستشفى هدفاً عسكرياً شرعياً واستخدام النظام الصحي كوسيلة في الجهاز الأمني يتجاهل تماماً وينال من حق سائر المرضى في العلاج في بيئة آمنة ويتمثل الواجب الأساسي لسائر الموظفين الطبيين في تقديم العلاج دون تمييز" وأضافت المنظمة في الورقة الاعلامية المنشورة في شهر مارس 2011 بيان تفصيلي بعنوان "قمع الجيش للمرضى في البحرين يشل الخدمات الصحية" حيث بينت بأنه "تقع مسؤولية استعادة وظيفة المرافق الصحية في البحرين على عاتق السلطات. ويتعين على كل
من الشرطة والجيش وأجهزة الاستخبارات التوقف عن استعمال النظام الصحي كوسيلة لقمع المتظاهرين
والسماح لموفري الخدمات الطبية بالعودة لأداء مهامهم الأولية المتمثلة في تقديم الرعاية الصحية بغض النظر
عن الانتماءات السياسية أو الطائفية للمرضى".